# 反對逃犯條例修訂草案運動過程 (2021年2月)
| 2019年          | 尚未開始 | 尚未開始 | 3月至6月 | 3月至6月 | 3月至6月 | 3月至6月 | 7月 | 8月 | 9月    | 10月   | 11月   | 12月 |
| 2020年          | 1月      | 2月至4月 | 2月至4月 | 2月至4月 | 5月      | 6月      | 7月 | 8月 | 9月    | 10月   | 11月   | 12月 |
| 2021年          | 1月      | 2月      | 3月      | 4月      | 5月      | 6月      | 7月 | 8月 | 9-11月 | 9-11月 | 9-11月 | 12月 |
| 2022年1月或以後 |          |          |          |          |          |          |     |     |        |        |        |      |

反對《逃犯條例》修訂草案運動在2021年2月仍然持續。英國和澳洲政府先後提醒國民在香港不再承認雙重國籍（註：中華人民共和國自建國以來從不承認雙重國籍）。到2月22日，國務院港澳辦主任夏寶龍提出香港的管治權必須掌握在愛國者手中，包括改革選舉制度變得「完善」，並由中央主導，阻止「反中亂港者」和「攬炒派」入局。

## 1日

### 壹傳媒創辦人黎智英案 排隊黨收錢通宵霸位

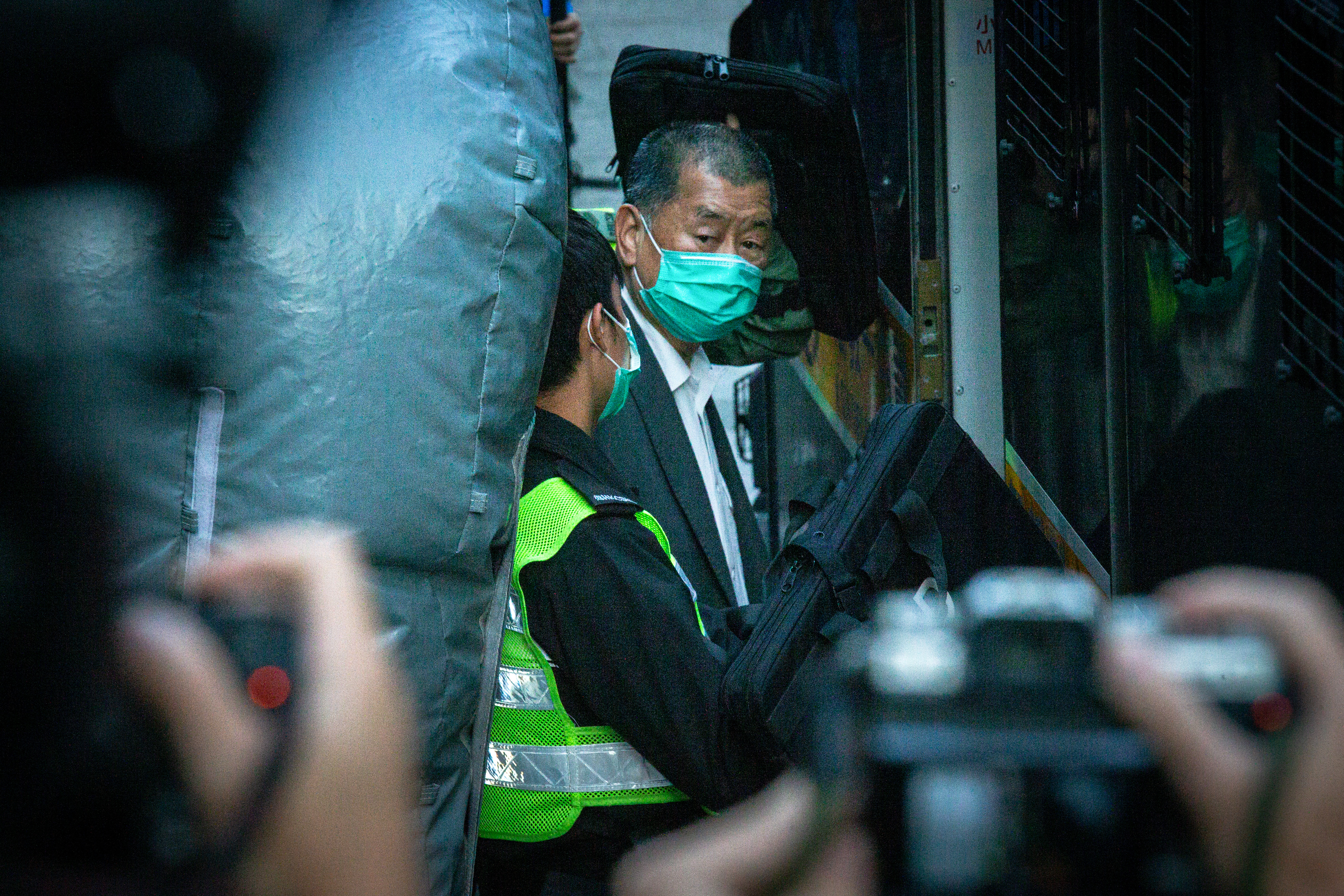
壹傳媒集團創辦人黎智英涉嫌觸犯《香港國安法》，早前獲高等法院批准保釋，律政司提出上訴，終審法院聽完雙方陳詞，押後裁決，黎智英繼續還柙。

壹傳媒集團創辦人黎智英涉嫌觸犯《香港國安法》，早前獲高等法院批准保釋，律政司就如何正確演繹國安法下的保釋條文提出上訴，終審法院聽完雙方陳詞，押後裁決。黎智英繼續還柙。而眾新聞揭發在凌晨時分，已經有大批南亞裔人和菲律賓人在終審法院外排隊，不過取得入席籌號便離開現場。東區區議員鄭達鴻質疑是否有人僱人排隊。而一名在門外排隊的菲律賓人承認，有人邀請他「開工」到該處排隊，並給了排隊人士每人1000元。融樂會認為有關安排是阻止真正關注案件的人入內聽審，譴責給錢及收錢的人。

## 2日

### 鄧炳強公布2020年警方共拘捕97名涉嫌違反《香港國安法》的人士
警務處處長鄧炳強在立法會保安事務委員會視像會議中表示，2020年警方共拘捕97名涉嫌違反《香港國安法》的人士，包括55名參與民主派初選人士，以及壹傳媒創辦人黎智英等，被捕人士分別涉嫌分裂國家、顛覆國家政權、勾結外國勢力及恐怖活動等，當中8人已被檢控。至於反修例风波，截至2020年12月底，共有10200人被捕，當中有4成報稱學生，近2450人受檢控，940多人完成司法程序，190多人監禁。鄧炳強强调，2020年警方嚴正執法，加上法庭對相關案件有具阻嚇力的判決，以及《香港國安法》實施，令反修例相關罪行減少，顯示治安轉趨平穩，社會秩序恢復穩定，警方會嚴防違法活動死灰復燃，及防範「孤狼式」襲擊。新民黨立法會議員容海恩表示社會運動及暴動案件牽及毒品和有藏毒問題。他回應指無證據顯示反修例運動被捕人士與毒品有聯繫，不過他亦形容示威現場氣氛是「成班人一齊衝出去、掟汽油彈，心理亢奮程度同食咗毒品都類似」。而他出席年度記者會，表示警方來年首要任務是維護國家安全，嚴防違法活動死灰復燃，並透露將採購小型「水炮車」在狹窄的街道使用，試用催淚水槍和胡椒球彈水槍。當記者問到警員操守時，他
指警員需要「知法犯法」，到10分鐘後主動澄清，想說警員需要「知法守法」。

### 林鄭月娥再就放寬BNO申請入籍資格回應
林鄭月娥再就放寬BNO申請入籍資格回應，指摘英國政府違背承諾，是「政治包裝，滿口歪理」，為持有BNO的港人提供在英居留權和入籍的路徑。對於有人認為英國作為大經濟體，不會在乎從香港得到的好處，林鄭指香港一直是英國重要的外來投資來源地，英國的地產發展商也明顯視港人為主要銷售對象。

### 兩岸領導人民望排行
根據香港民意研究所2日公布2021年上半年「兩岸政治人物民望評分」，結果顯示，在10位香港市民最熟悉的中國及台灣領導人之中，前中國國務院總理朱鎔基名列第1，分數為67.7分；前中國國務院總理溫家寶排名第2，得分為61.9分；緊接其後的是前中共中央總書記胡錦濤，得分58分。但中共中央總書記習近平在排名中名列第6，低於總統蔡英文與中國國務院總理李克強。香港民意研究所副行政總裁鍾劍華分析，朱鎔基、溫家寶及胡錦濤名列前3，反映香港人緬懷過去的美好歲月，同時也顯示對目前社會情況的不滿及悲觀情緒。又指去年下半年調查進行的同時，正值港區國安法實行不滿1個月，很多香港市民覺得國安法的實施、執行是由北京主導，因此影響了北京中央很多官員、現任與卸任領導人的民望，創下歷史新低。

## 3日

### 美籍銀行家襲警案　辯方申終止聆訊
自由亞洲電台報道，35歲美籍銀行家被控在2019年12月7日於港鐵銅鑼灣站襲擊一名休班警，被控襲警及交替的普通襲擊罪。案件在東區法院開庭期間，辯方指當日車站內的部分閉路電視片段因警方行動而被港鐵公司刪除，認為審訊會對被告不公平，因此申請終止聆訊。而警方書面承認他們銷毀了第一組閉路電視片段，只向法庭提供第二組閉路電視片段。另外，辯方向法院提交申請，指案件中原告警員有違法的大量證據，包括向主要證人以現金頒「好市民獎」。

### 港大學生會放映《地厚天高》 校方未阻
香港大學學生會舉辦紀錄片《地厚天高》放映會合共三場，校方早前表明會出動保安人員阻止。首次放映會有約70名學生到場參與，校方人員未有阻止。而舉辦單位要求檢查學生證，現場學生及傳媒亦須登記才能進入。

## 4日

### 教育局就維護國家安全及國家安全教育公布指引及課程安排
教育局向學校發出通告，表示因應《香港國安法》實施，已更新課程指引及教學資源，以及要求學校落實具體措施，應對學生可能在校內或校外參與和發起具政治訊息的活動。如學生在校內叫口號和拉人鏈等，要立即勸止及提醒，指出如有懷疑涉及違法行為或有需要的話，可諮詢警區的警民關係主任，如遇嚴重或緊急情况甚至可「請即報警」，並「將涉嫌違法行為、人物和詳情作紀錄」。
局方要求學校在兩個學年內全面落實國家安全教育，並成立落實國安教育工作小組，每年需遞交工作報告，強調「涉及國家安全的議題沒有爭辯或妥協的空間」，教師必須令學生明白維護國安是國民的責任，不可以向學生宣揚個人政治立場，以及直接或間接鼓動或默許學生參與校外政治活動等。在校內，需要確保要求建築物、課室、壁報板等地方不可展示涉及危害國家安全的內容，亦須禁止任何人士攜帶違規的物件回校。而教學層面，多個正規學科亦需要滲入國安內容，如小學常識科、中文科，至高中的中史、歷史、經濟、企會財、地理科及生物科等。
前教育界立法會議員葉建源批評教育局未有諮詢教育界，也沒有舉行記者會交代，認為做法有違常理。而有關指引涵蓋範疇太大。會讓中小學的校長和老師感到壓力。民間法律評論團體「法夢」成員黃啟暘認為會威脅學校的學術自由。

### 加拿大宣佈香港和加拿大當地畢業生將可申請3年工作簽證
加拿大政府宣佈，在過去5年於加拿大大專畢業或持同等外國學歷的香港人，可申請最長為期3年的工作簽證，措施適用特區護照或英國國民（海外）護照（BNO）持有人。不過因疫情關係，在加拿大境外港人須要當地雇主聘請，並依照當地公共衛生要求才能入境。

### 政府计划修例規管「起底」行为
香港特首林鄭月娥在立法會出席答問會時表明會進行5項立法，其中包括修例規管「起底」行为。林鄭表示，在過去兩年社會動盪，加上2019冠状病毒病香港疫情肆虐，她見到網上充斥「起底」、發表仇恨及歧視性言論，或發布假新聞等問題。她指世界各地政府均以行政手段或立法應對相關問題，由於議題有一定敏感性，政府會研究其他國家及地方的處理方法，難以在短期內提出全面的立法建議，但會先處理較迫切的「起底」行為。

## 5日

### 中聯辦举办新春“云酒会” 駱惠寧致辭指「一國底線更牢」
下午5时，香港中聯辦举办2021年新春酒会。因2019冠状病毒病疫情影响，此次酒會改在網上舉行。香港中联办主任骆惠宁在致辞中分享了自己履职一年多来的“四个难忘瞬间”，其中一项包括香港国安法落地实施。骆惠宁指出，过去一年的香港之“变”，是拨乱反正。他说，把“变形”和“走样”的都纠正过来，“一国两制”必将沿着正确的方向行稳致远。他在致辞中提出了香港未来的“四个判断”，即“一国两制”的方针不会变，堅持「愛國者治港」，堅守「一國」原則，及「落實中央全面管治權」。其次是堅決執行《港區國安法》，表示宪法、基本法赋予的各项权利不会变，拒絕落入泛政治化的漩渦；第三點是大家习惯的生活方式不会变、自由市场优势和面向世界的格局不会变。第四個判斷是香港融入國家及大灣區發展機遇。他最后说“有習主席和中央的關心支持，有偉大祖國做堅強後盾，有特區政府和社會各界的共同努力，陰霾終將被驅散，香港這個家一定會變得更好！”。
其後行政長官林鄭月娥、全國政協副主席董建華及梁振英亦有以普通話發表新春祝語。其中林鄭形容“真金不怕紅爐火”，面對境外勢力下的種種批評和制裁，她和同事不會受到威嚇，定當不辱會維護國安的使命，以忠誠勇毅的決心全面落實香港國安法。

### 女護士「起底」警員个人资料被判服務令
一名25歲兼職女護士區婉泓在2019年8月13日於九龍第一皮膚專科中心使用該專科中心的電腦，並在未經中心同意，於其個人Instagram帳戶披露屬於一名就诊警員的姓名、香港身份證號碼、出生日期和電話號碼，並以「哩個死黑警又嚟睇醫生」為標題。此前女護士已承認不誠實獲益而取用電腦和披露未經資料使用者同意而取得個人資料兩罪，而被告因案件失去從事5年的護士兼職，九龍城裁判法院判处區婉泓240小時社會服務令。

## 6日

### 鄭若驊質疑個別傳媒偏頗報道律政司檢控理據
律政司司長鄭若驊在網誌表示，不點名批評個別媒體自2020年開始，使用偏頗的字眼形容律政司在刑事案件中作出的上訴或覆核。她認為有關的報道是忽視律政司提出的理據，甚至法庭在判決書陳述的理由。強調律政司有責任確保檢控工作執行妥當，秉持最高的標準向法庭提出覆核或上訴。她又根據《刑事訴訟程序條例》，指去年提出17宗刑罰覆核申請，已裁決的12宗申請中，11宗申請得直。

### 鄧炳強堅稱「假消息」破壞警民關係
市民在電台節目斥警員禮貌和表現轉差，有時更會「發爛渣」，要求警務處處長鄧炳強跟進。鄧炳強否認警隊表現轉差，反指網上有不少「假消息」破壞警民關係，例如8.31太子站襲擊事件死人。民主黨主席羅健熙批評鄧炳強「活喺自己謊言世界」。他亦透露反修例相關的被捕人士中，只有19人接受了警司警誡，認為是與網上一些說法，教他們被捕後不要說話有關。

### 黎智英保釋下週頒判詞 人民日報：叛國亂港，命運早已寫定
終審法院下周二將會就壹傳媒創辦人黎智英被指違反國安法上訴保釋案宣讀判詞，中國黨媒《人民日報》評論以《叛國亂港黎智英，命運早已寫定》為題，指黎智英為「美西方勢力的『資深代理人』」，是插手香港事務的「工具人」，形容他已經窮途末路並徹底失去民心和利用價值，成為隨用隨棄的『棄子』只是早晚的事，而黎智英的「命運」早已寫定，表示「法理昭昭，叛國亂港又豈會有好下場」。

## 7日

### 網台主持「傑斯」再次被捕 被控 4 項作煽動行為罪
警方國安處再次拘捕網台主持「傑斯」，涉嫌「作出具煽動意圖的作為」罪。據了解，控方指控傑斯透過網上言論發表煽動言論，包括希望特首林鄭月娥「死全家」、企圖將香港與內蒙古獨立為族群、鼓吹使用暴力、對中國共產黨作出不當批評和形容五星旗「極權」、「獨裁」等，認為是對國家政權作出扭曲性質的批評。總裁判官蘇惠德拒絕被告保釋，案件押至5月10日再訊。

## 8日

### 首宗國安法案件不設陪審團
2020年7月1日，一名被告涉於駕駛插有「光時」旗的電單車撞向警員，其後被控「煽動他人分裂國家罪」，為首個被國安法起訴的人士。消息指律政司司長鄭若驊將引用《港區國安法》第46條「保障陪審員及其家人的人身安全」，及 「若審訊在有陪審團的情況下進行，有可能會妨礙司法公義妥為執行的實際風險」（real risk that the due administration of justice might be impaired），該案件不會有陪審團，只會由三名國安法指定法官審理。

### 香港民主運動獲提名諾貝爾和平獎 江樂士形容只有香港警隊才有資格獲得
早前美國民主黨參議員魯比奧（Marco Rubio）和眾議員麥戈文（James McGovern）等9人去信諾貝爾委員會，提名「香港民主運動」角逐諾貝爾和平獎。而兩名挪威國會議員亦提名了李柱銘角逐諾貝爾和平獎。前刑事檢控專員江樂士發公開信致函挪威諾貝爾委員會主席安達臣，批評美國國會兩院議員包庇本港暴力示威者，並癱瘓香港政府運作，從而削弱中國實力。反指香港警察才值得獲諾貝爾和平獎，形容警察才是「真英雄」（Real Hero），認為他們以英勇、專業和克刻面對挑戰，包括控制「暴徒」和成功「止暴制亂」，為街頭同香港人帶來和平，穩定的生活。

## 9日

### 黎智英保釋決定被宣判撤销

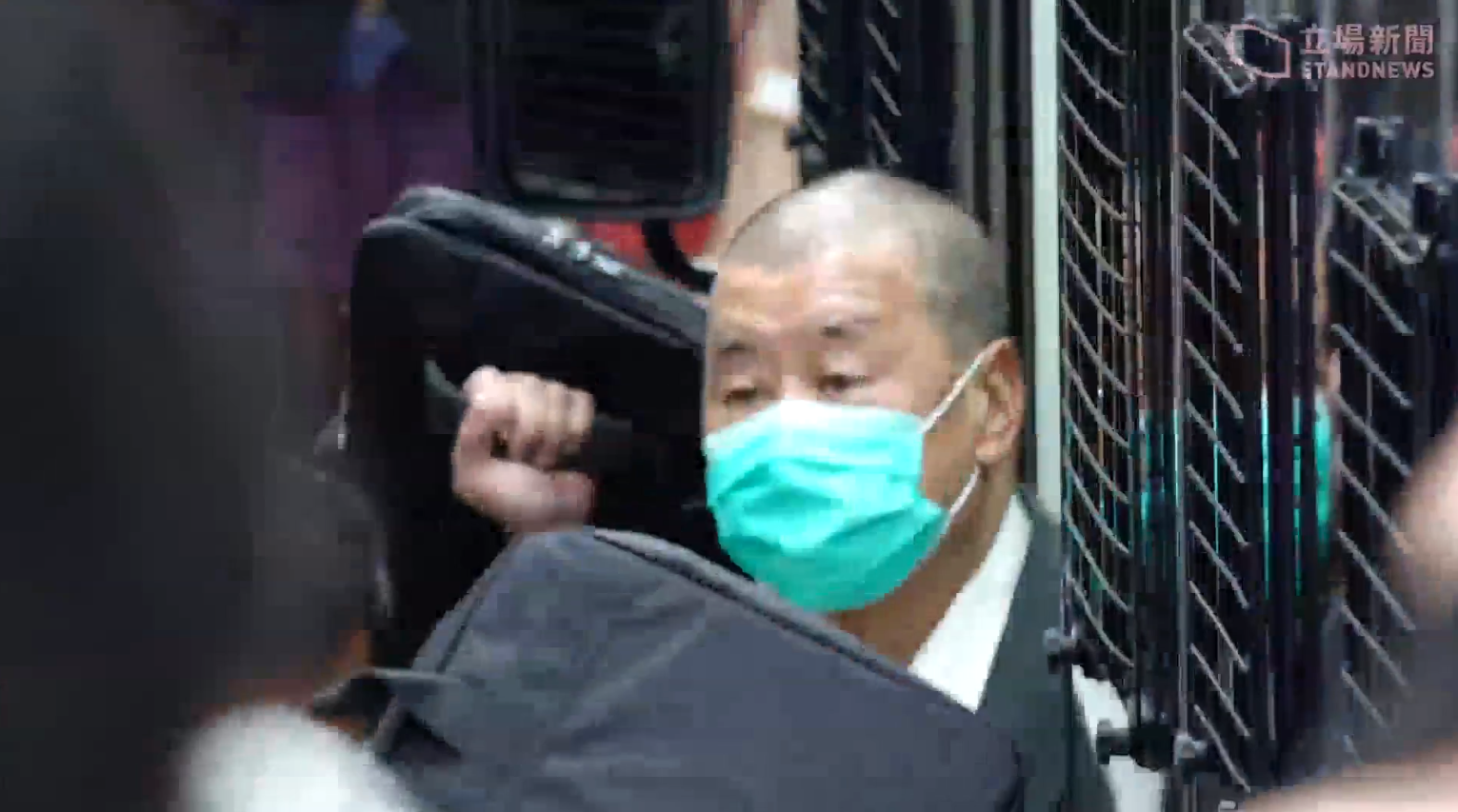
黎智英從囚車步入终审法院

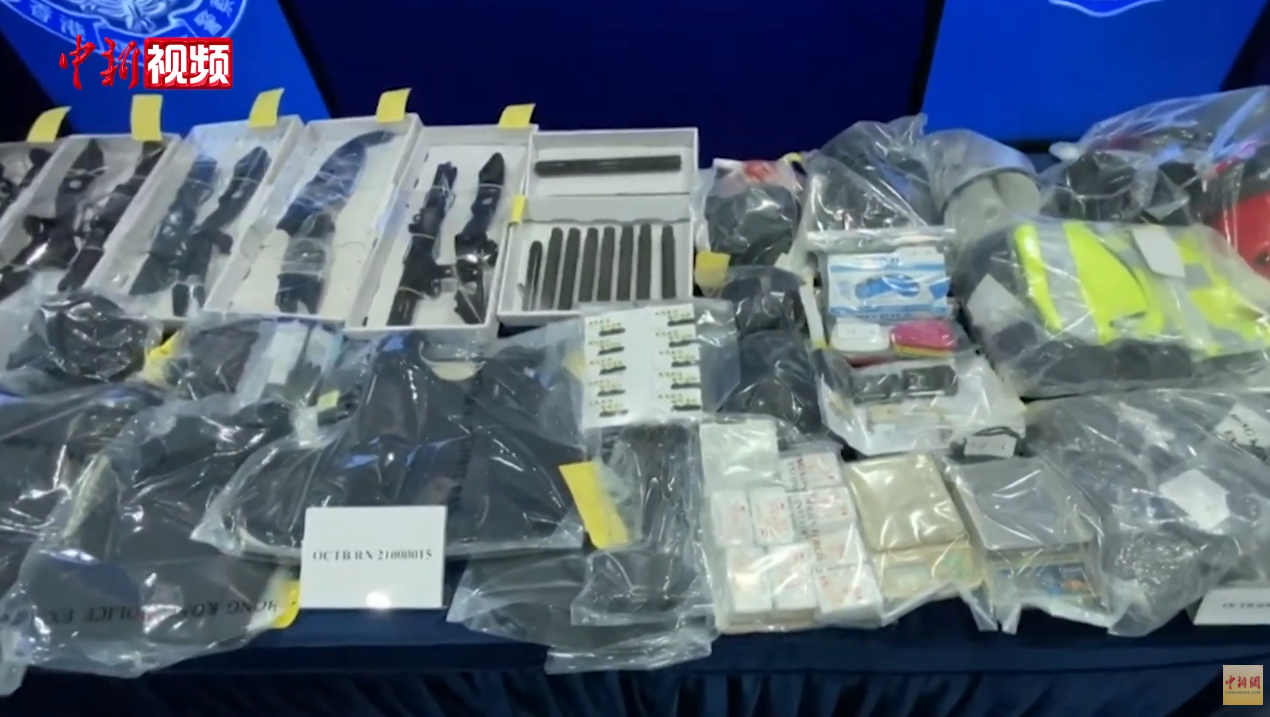
警方在粉嶺檢爆炸品

终审法院宣判，5名法官一致裁定律政司上訴得直，撤銷黎智英保釋決定。終院認為，高院批准黎智英的保釋時，錯誤引用了首名涉違反《港區國安法》的被告唐英傑一案中的法律原則，而該案同時亦錯誤詮釋涉及保釋的第42（2）條文，誤解新門檻要求的性質和效力。
在開庭前約有40名市民在庭外排隊等候，當中包括歐盟駐香港辦事處副辦事處主任Charles Whiteley（韋理斯）、社民連曾健成、天主教香港教區榮休主教陳日君樞機、壹傳媒行政總裁張劍虹和社運人士「王婆婆」王鳳瑤等人，秩序大致良好，現場未見有多名南亞裔市民代為排隊。有旁聽的市民表示希望能入場支持黎智英，故特意提早超過12小時「露宿」法庭門外排隊，批評法庭保安沒有趕絕排隊黨。庭外亦有約10名支持建制的市民在示威區舉標語及叫口號。

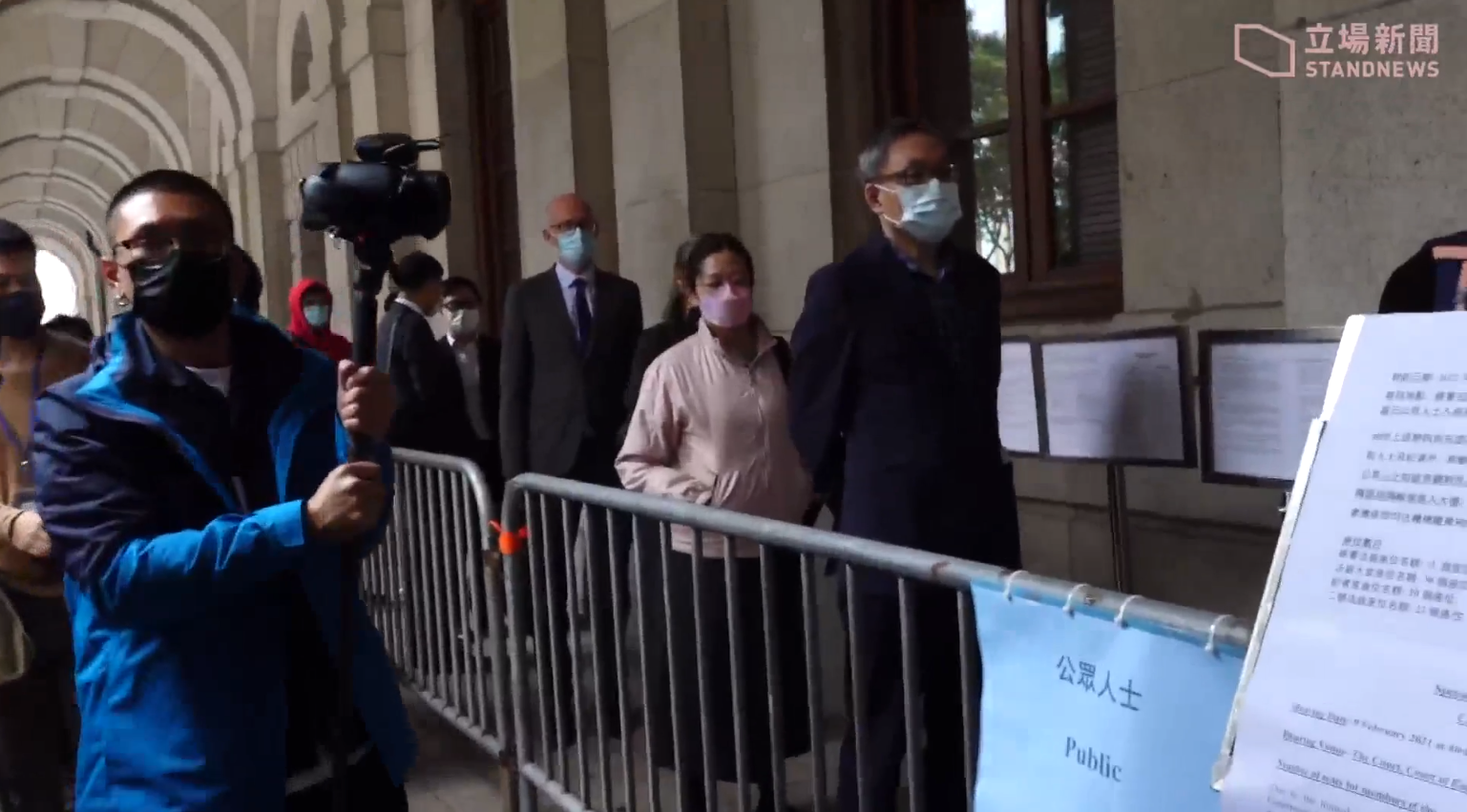
在開庭前約有40名公眾在庭外排隊等候
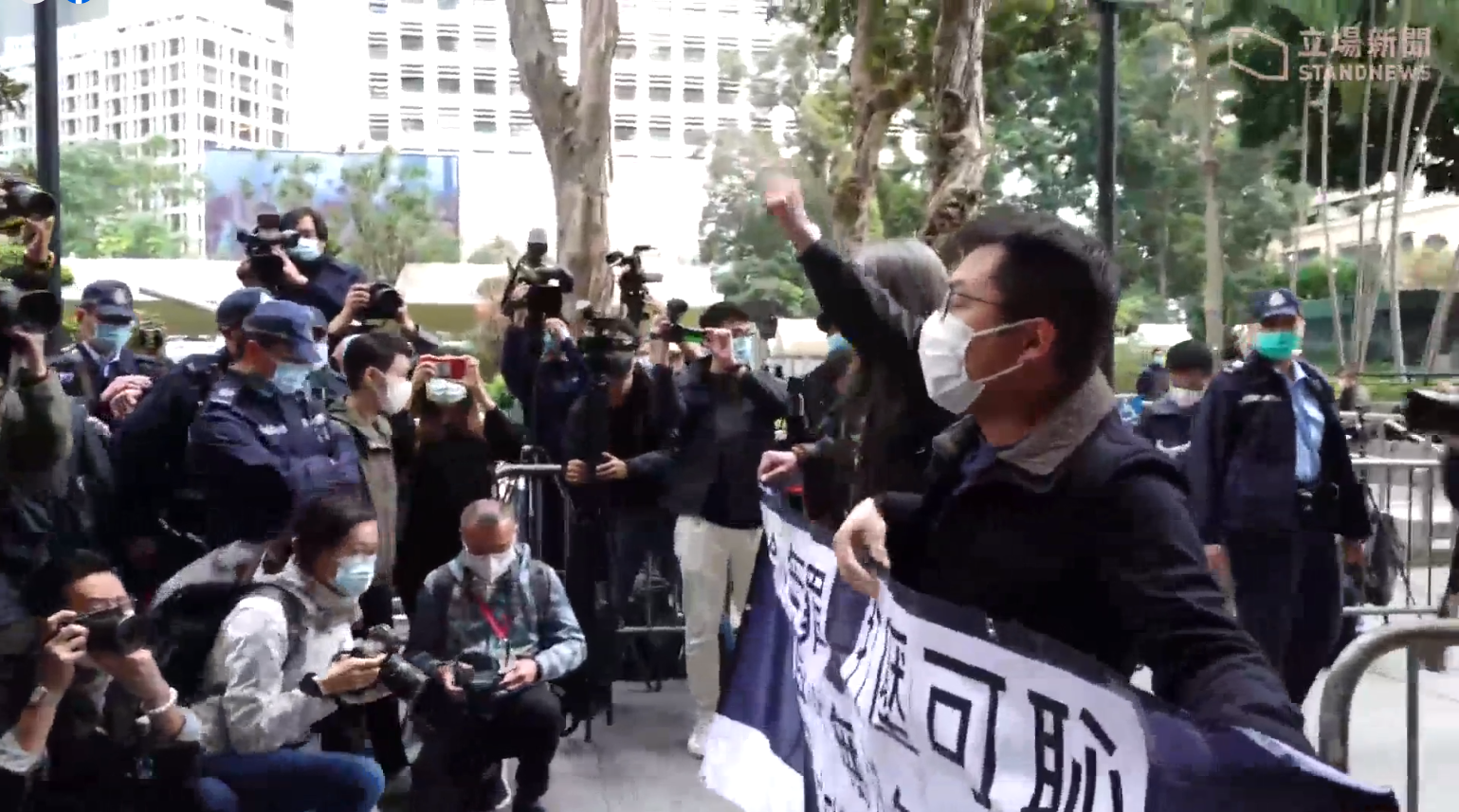
社民連成員梁國雄及黃浩銘在终审法院外抗議，舉起寫上「言論無罪、打壓可恥」及「釋放政治犯」橫額
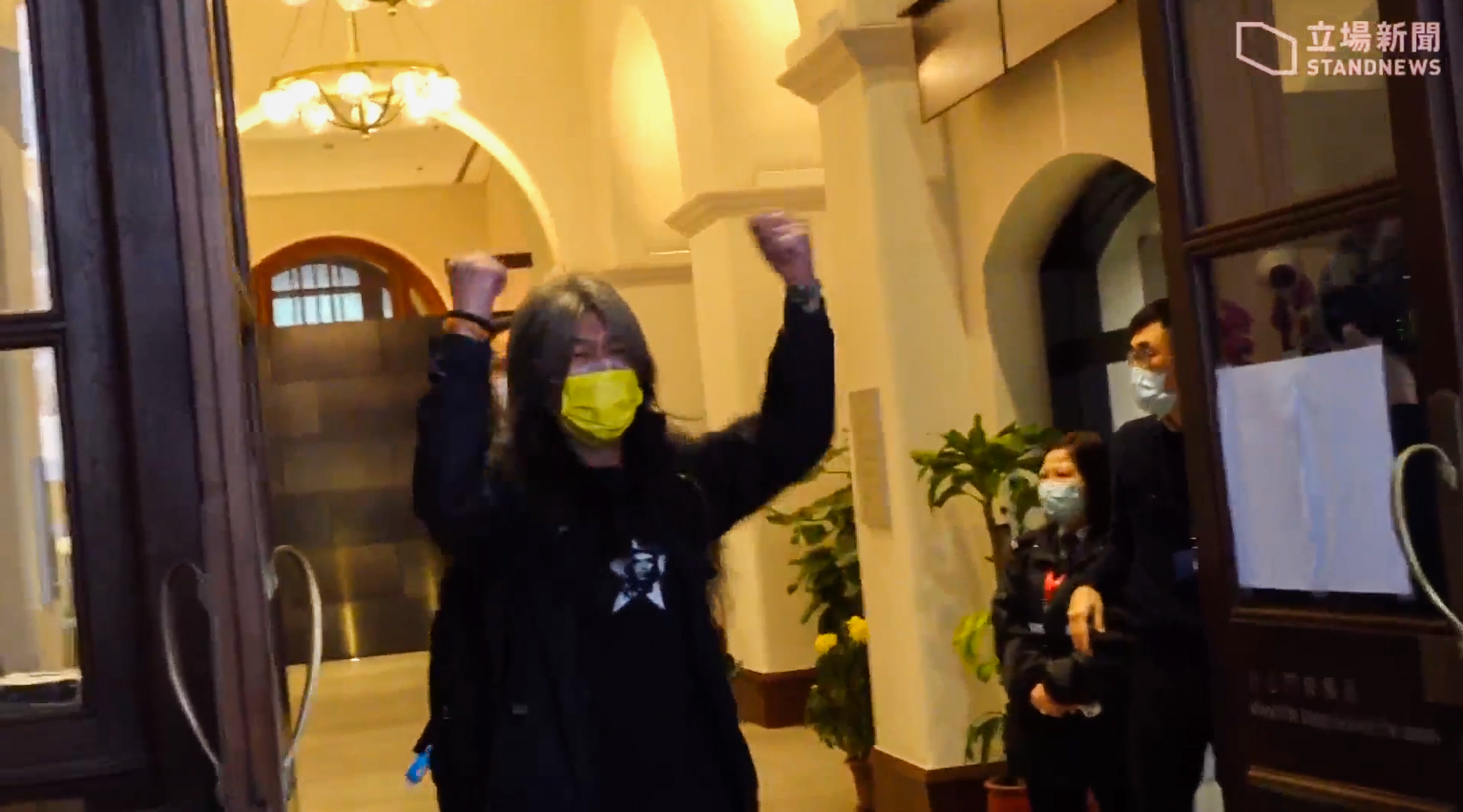
社民連成員梁國雄在终审法院出入口叫口號
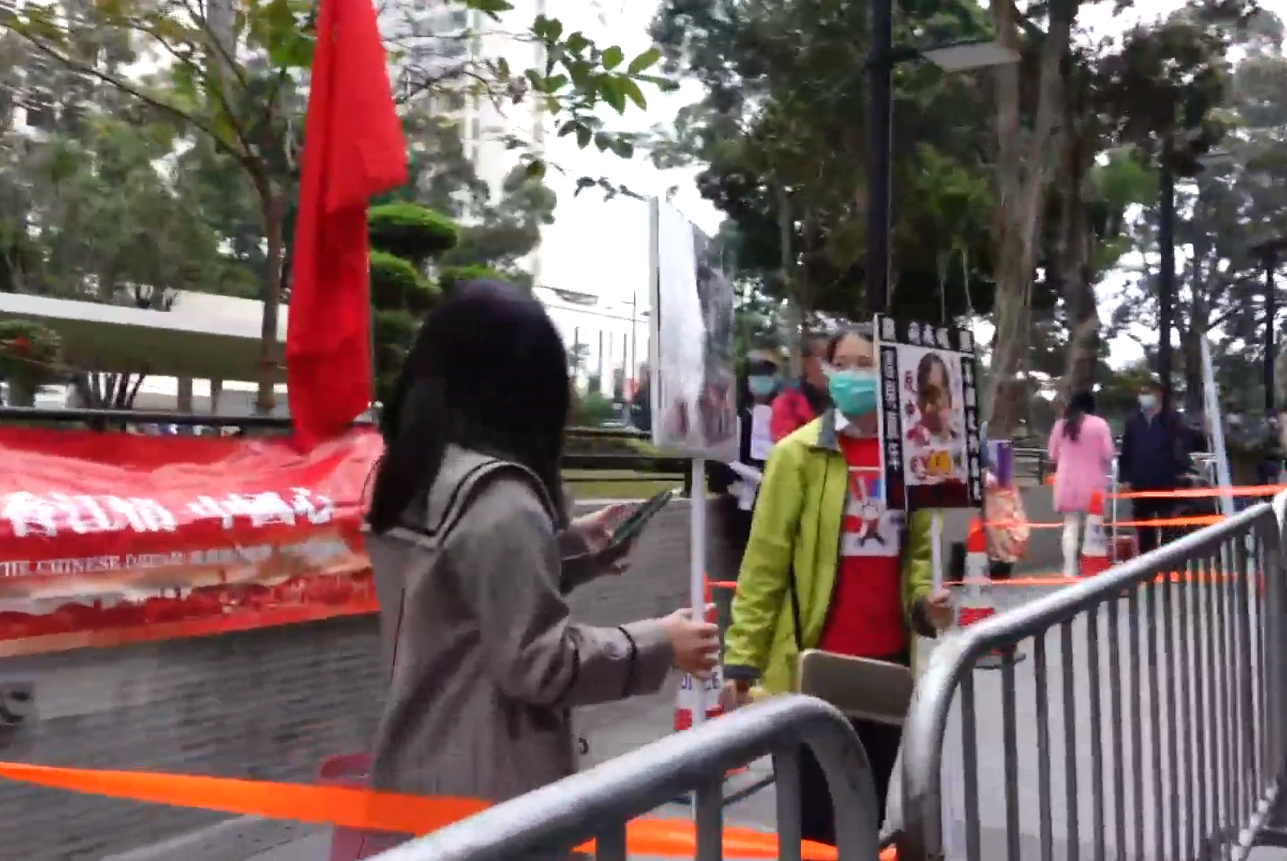
庭外有親中人士在示威區舉標語及叫口號

### 警方在粉嶺檢爆炸品
警方在粉嶺榮福中心檢獲23.5公斤炸彈原料、大批武器、一批寫有「光復香港 時代革命」等政治口號的單張及大批護甲。兩名男子涉嫌串謀製造炸藥、無牌管有槍械、藏有攻擊性武器而被捕。組織罪案及三合會調查科（O記）稱有情報顯示，有人打算於農曆新年前提供爆炸原料予本地激進暴力分子血腥抗爭，製造爆炸場面，形容是「企圖衝擊法治經濟民生」，而達到政治訴求。其後又稱雖然目前沒有證據，但擔心會出現「孤狼式」襲擊。

## 10日

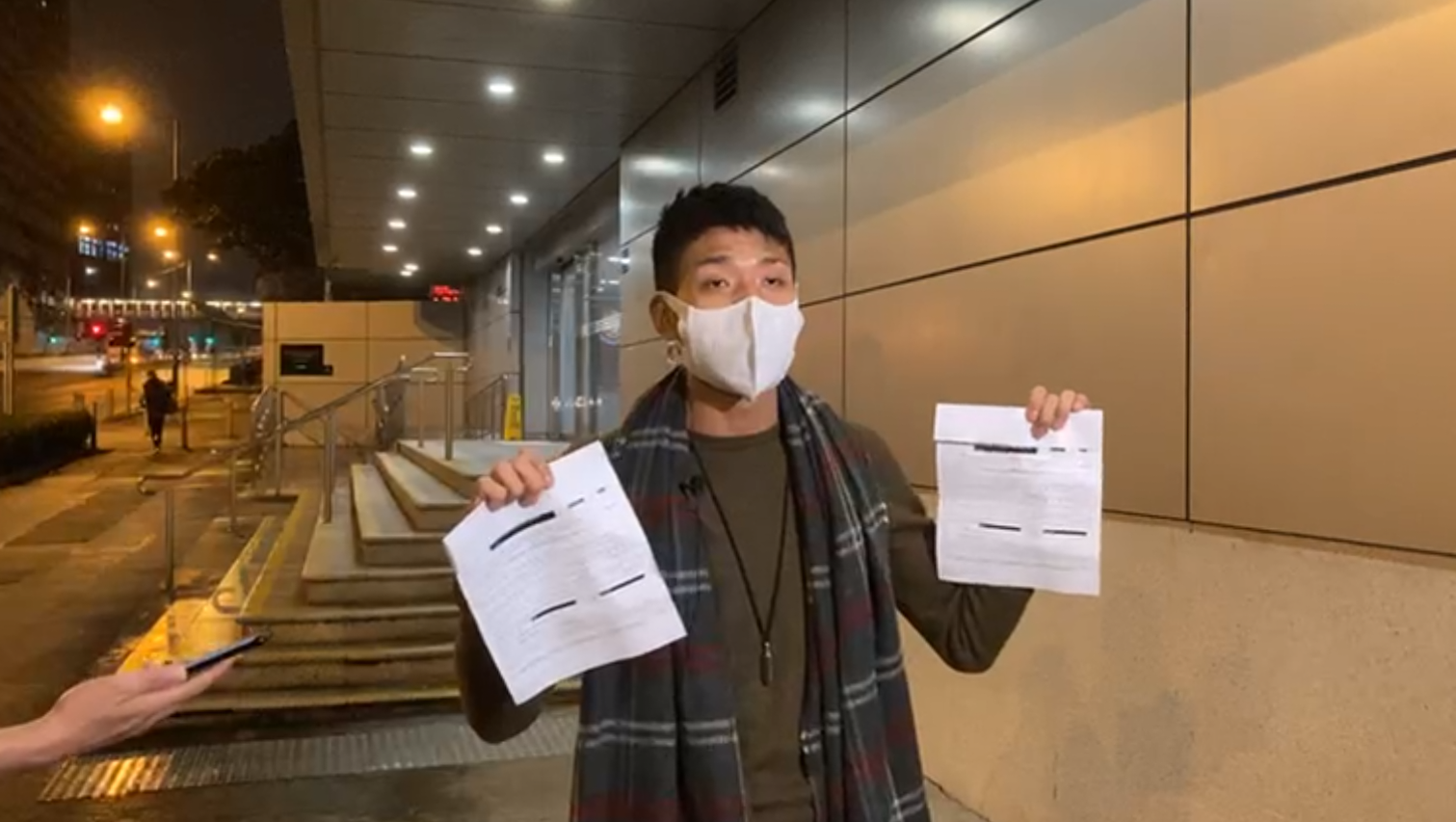
鄒家成被指涉及2019年七一立法會暴動案被捕，到晚上9時許獲准保釋

### 澳洲指香港不再承認雙重國籍
繼英國駐港總領事館提醒國民在香港不再承認雙重國籍，在當地不獲該國領事保護後，澳洲亦更新對香港的旅遊指引，指香港不再承認雙重國籍，提醒擁有中國、澳洲雙重國籍的國民，如果在香港想被視為澳洲人，需要到入境處登記進行變更國籍的申請。

### 政府宣佈向7名早前遭美國財政部制裁的警隊人員頒發獎狀
政府今天刊憲，向7名早前遭美國財政部制裁的警隊人員，包括警務處前處長盧偉聰、現任處長鄧炳強、副處長（國家安全）劉賜蕙、國家安全處處長蔡展鵬、助理處長（國家安全）簡啟恩和江學禮，以及國家安全處高級警司李桂華，頒發行政長官公共服務獎狀。典禮在禮賓府宴會廳舉行，由特首林鄭月娥頒發獎狀。

### 鄒家成被加控暴動罪 涉前年七一衝擊立法會
參與民主派初選而被捕的55名成員，早前涉違「港版國安法」下的顛覆國家政權罪，他們均須到警署報到，其中鄒家成其Facebook專頁指，他被加控一項暴動罪，指涉嫌參與2019年7月1日佔領立法會，在青衣警署扣留，到晚上9時許獲准保釋。

## 11日

### 《入境條例》倡入境處長可拒乘客出境 大律師公會：令人不安
立法會正在審議《2020年入境（修訂）條例草案》，當中包括加入新訂第6A條，保安局局長可以賦權予入境處處長等人，指示某運輸工具不可運載某人和提供乘客等的資料。大律師公會發聲明，相關修訂可賦權入境處處長禁止任何人，包括香港市民離開香港，變相限制市民在《基本法》下賦予的旅行及出入境自由，難以理解是次修訂的目的。

## 12日

### 中联办副主任陳冬到西區警署拜年
香港中聯辦副主任陳冬到西區警署向前綫警員拜年。据西區少年警訊在YouTube頻道分享的一段小記者楠楠的採訪片段显示，小記者問陳冬會不會掛念家人，陳冬則回應指非常想念家鄉的親人，但同事的工作崗位在香港，强调「香港也是我們的家，我們大家一起愛護香港、守護香港，就是讓這個家變得更好」。

## 15日

### 鄭若驊就國安法、「起底」行為刑事化表态
律政司司長鄭若驊表示，香港國安法明文保障人權和法治，并表示国安法实施后，香港整個社會平穩下來由亂及治，整體是好的。她又说，有些人故意或者是由於不清晰而對《國安法》錯誤理解。针对政府研究將「起底」行為刑事化，鄭若驊表示，律政司會配合相關政策局起草工作，如果有法律意見會提交。

### 鄧炳強表示正研究引入低殺傷力武器以降低武力
警務處處長鄧炳強到長洲警署慰問同袍时表示，警方已推出了兩個武器，包括催淚水槍、胡椒球彈手槍，目的是使用真槍以外的武器以降低武力，至於其他裝備仍在研究中。早前有消息指，警方已購入電槍測試，研究是否引入為警方裝備使用。

### 警方譴責《蘋果日報》誤導讀者
警察公共關係科總警司郭嘉銓去信《蘋果日報》總編輯羅偉光，指有關警方採購裝備的報道，其中一篇《向美購衝鋒槍港警濫捕遭cut單》是惡意抹黑警方的執法工作，另一篇《警擬用國產手槍可射15發》報道，更誣衊警方「制服市民時「未必只開1槍，可以連開4、5槍」，有關描述毫無事實根據，誤導讀者。郭嘉銓在信中指，《蘋果日報》不單漠視個別國家對香港的無理制裁，反而以偏頗失實的指控誣捏警方依法執法的拘捕行動。警方又強調，警隊有嚴謹的武力使用守則，人員所使用的武力必定是為完成合法任務而須使用的所需最低武力。在採購裝備上，警方回覆時已清楚指出，警隊一直依照既定政策、程序及守則，視乎行動需要採購合適的裝備，確保其符合安全標準。而《蘋果日報》以偏頗的報道煽動仇警情緒，製造恐慌，破壞警隊的專業形象，警方深表遺憾，並予以嚴厲譴責。

## 16日

### 法院開審8.18非法集結案
西九龍法院開審2019年8月18日「煞停警黑亂港 落實五大訴求」集會未經批准集結案，預計審期10天，9名被告包括黎智英、李柱銘、何俊仁、李卓人、梁國雄、吳靄儀、梁耀忠、何秀蘭及區諾軒，他們被控一項組織未經批准集結及一項參與未經批准集結罪。其中區諾軒及梁耀忠已認罪，而其餘7名被告則否認控罪。由於辯方臨時表示要呈交專家報告，法庭將案押後至17日繼續。

### 英國更新香港營商指引 刪「國際金融中心」字眼
英國外交部更新香港營商指引，在香港經濟概况一欄刪去「國際金融中心」的字眼，改為「區域樞紐（regional hub）」。指引提到《港區國安法》落實後，4名民主派立法會議員被取消資格，是中方第3次違反《中英聯合聲明》，而原定2020年9月舉行的立法會選舉也被政府以新型肺炎疫情為由而推遲，部分企業僱員參與示威活動和表達的政見會受到中方的壓力。不過在反洗黑錢一欄中，保持形容“香港作為國際金融中心，仍然是不合法及合法金融的目標。”

## 17日

### 律師助理涉助12港人偷渡被捕
警方國安處檢控一名29歲律師助理，指他涉嫌串謀黎智英，協助12港人之一的李宇軒越邊境到台灣。另外，警方指控他串謀黎智英，其助理Mark Simon及流亡海外的「攬炒巴」劉祖迪，利用Stand With Hong Kong團隊（即前「攬炒團隊」）請求外國或境外機構制裁中國及香港特區政府，違反《港區國安法》。被告被控一項「串謀勾結外國或者境外勢力危害國家安全」及「串謀協助罪犯」罪，下午押解西九龍裁判法院提堂。消息指警方在調查期間曾要求銀行凍結該人屬滙豐銀行的海外離岸戶口。被告不得保釋還押。
另外，警方在16日晚上於赤柱監獄拘捕黎智英，涉嫌協助李宇軒潛逃至台灣。

### 黃學禮阻差辦公案 首度限記者聽審
沙田區議員黃學禮被控2019年8月7日凌晨在包圍深水埗警署行動期間遭警員制服，事後被控阻差辦公，案件在西九龍裁判法院正式開審。法庭原本安排7名記者可以進入法庭，但早上法院保安聲稱要保護匿名作供警員A，加上屏風無法完全遮掩其容貌為由，突然禁止部分已取籌的記者入內，當中包括《蘋果日報》及《立場新聞》記者，是法院首次以此為由拒絕記者進入法庭。經過其他媒體的記者周旋近兩小時，記者在警員作供完畢後才能獲准入內。

## 18日

### 黎智英申請保釋被拒
黎智英就欺詐罪與《港版國安法》控罪，向高等法院申請保釋。其大律師在庭上決定，撤回關於欺詐案的申請，只集中處理《港版國安法》控罪的保釋要求。當法官宣布拒絕保釋申請後，一直坐在律師席的黎智英女兒失聲痛哭，並待散庭後轉身走到犯人欄外，和黎隔着玻璃手按手講了幾句話，而黎的其他家人欲上前到犯人欄，但被法庭職員阻止。

### 王振民表示愛國者治港是一國兩制應有之義
清華大學國家治理研究院院長、港澳研究中心主任、香港中联办前法律部部长王振民接受新華社記者採訪時表示，「愛國者治港」是「一國兩制」的應有之義和核心內容，是建立健全、發展完善特別行政區政治制度和體制必須遵守的根本原則。他表示，中國要嚴格落實「愛國者治港」，確保香港特區政權任何時候都掌握在愛國者手中，并表示「愛國者治港」，是要誠心誠意接受香港已經永久回歸祖國的事實，效忠中國及其香港特區，自覺捍衛國家主權和領土完整，反對任何分裂國家的行為；要尊重、承認國家主體實行的中國共產黨領導的體制和社會主義制度，國家不會改變香港的資本主義制度，他們也不要試圖改變國家主體實行的政治制度和體制；要尊重國家憲法和香港《基本法》，承認、接受國家和香港特區的憲制秩序；要以中華民族一員的身份為驕傲和榮耀，堅定地與祖國站在一起，與全國人民同甘共苦，自覺助力民族復興偉大進程，不做任何損害國家利益的事情。

### 警方拘捕參與中大非法遊行的中大學生
警方國安處再拘捕一名香港中文大學哲學系學生。他涉嫌於2020年11月19日在香港中文大學內干犯「未經批准集結」及「煽動分裂國家」罪。

## 19日

### 理大衝突 12人踢保後被控暴動
凌晨，警方拘捕12人，包括9男3女，被指曾在香港理工大學內逗留及從理工大學內「突圍而出」走到香港科學館，成為首批在校內被控暴動罪的示威者。12人即日傍晚在九龍城裁判法院提堂，其中11人不准保釋，需要還押至3月再訊。他們得知保釋被拒後，在犯人欄內哭泣。只有一名聲稱為急救員的被告獲准保釋。

### 譚耀宗发文表示 香港需建立有效機制貫徹愛國者治港
全國人大常委譚耀宗撰文表示，香港需建立有效機制貫徹愛國者治港。他表示，從2019年下半年的修例風波，到2020年的新冠疫情肆虐等都給香港的經濟、民生帶來了前所未有的嚴重打擊，「同時暴露了特區政府在管治上和政策落實上的漏洞和不足」。他認為「一國兩制」要走下去，特區政府的思維以及整個管治制度也需要作出調整。他又说，習近平在聽取林鄭月娥2020年度述職報告時強調，香港由亂及治的重大轉折，再次昭示了一個深刻道理，是要確保「一國兩制」實踐行穩致遠，必須始終堅持「愛國者治港」。对于「愛國者治港」的概念，譚耀宗认为參政者必須要認同中央對香港的全面管治權和香港特區政治體制，必須要效忠中華人民共和國香港特別行政區，而香港絕不會允許參政者以任何理由實行勾結外國勢力、公開破壞國家主權和領土完整，又稱「這是所有參政者都不能觸碰的底線，也是對愛國者治港的基本要求」。

## 20日

### 黃文萱夥中學生關注組聯盟設街站 被警方控告違反限聚令
下午約2時，中學生關注組聯盟在沙田第一城擺街站，其後警方接報指有人在該處聚集，懷疑違反《預防及控制疾病（禁止羣組聚集）規例》。警方到場後雖然給予30分鐘時間讓他們收拾物品離開，但不足5分鐘後，便向1男6女共7人，發出5000元定額罰款通知書。

## 21日

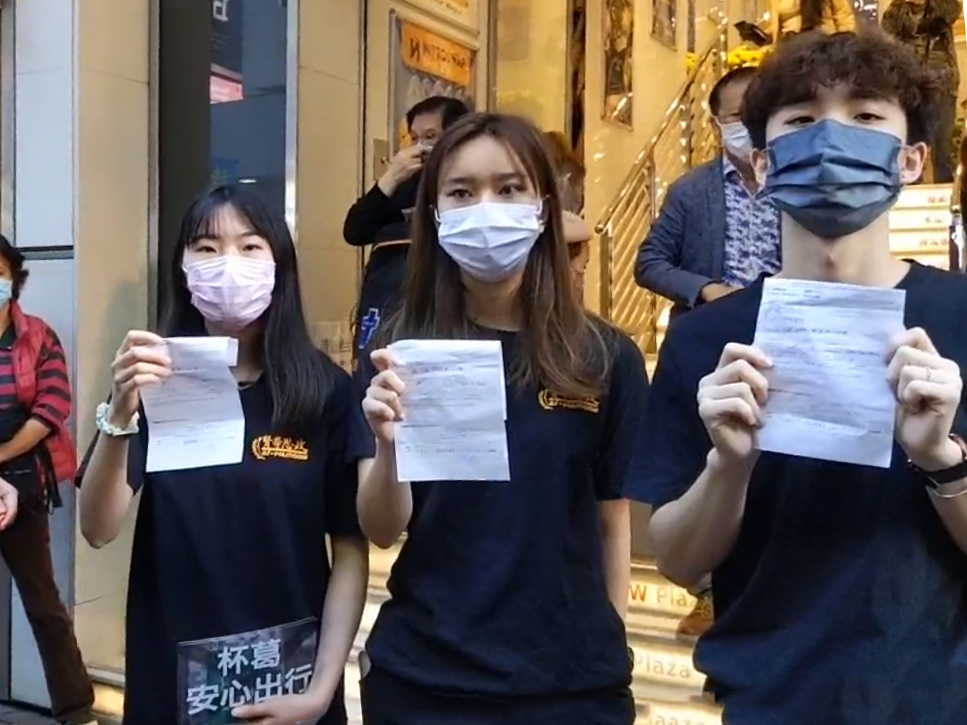
旺角「賢學思政」街站遭警員截查，向3人發出限聚令吿票

### 民主黨質疑警方放生721事件罪犯
元朗721事件發生第19個月，7名被控暴動的「白衣人」，在2月22日於區域法院提訊。民主黨中委莊榮輝表示前年8月被警方安排出席認人手續，並認出2名疑犯。不過至今仍然未獲安排出庭作證；而過去1年警方亦未再獲安排認人。他指出隨著時間過去，會增加認人的困難度。同時表示自己手上有更多事發片段，不過警方的態度被動下，他對警方調查方式感到失望和痛心。

### 中學生關注組聯盟反通識科改革街站
中學生關注組6名成員今（21日）午在觀塘擺街站，反對通識科淪為國教科。6人雖分成2人一組、有戴口罩及各組間相隔超過1.5米距離；但警方指他們有共同目的，「無論相隔幾遠」都涉違反限聚令，或會向6人發出告票，涉合共30,000元罰款。惟警方其後只發出警告，關注組最終決定提早1小時關站。

### 賢學思政旺角擺街站 警舉紫旗警告
下午，組織「賢學思政」在旺角豉油街設街站，呼籲市民杯葛政府「安心出行」手機程式。警車在街站外停泊戒備。到下午5時許，大批警員到街站警告在場人士違反限聚令，期間有人高呼反修例口號，播放反修例歌曲，警員隨即拉起橙帶封鎖現場，並一度舉紫旗警告在場人士涉違反《港區國安法》。組織3名成員被警員截查，之後向他們發出限聚令吿票。組織召集人王逸戰表示，警方指他們即使相隔超過1.5米，但由於曾叫同一口號，被當成「有共同目的的聚集」，他對此感到不滿。

## 22日

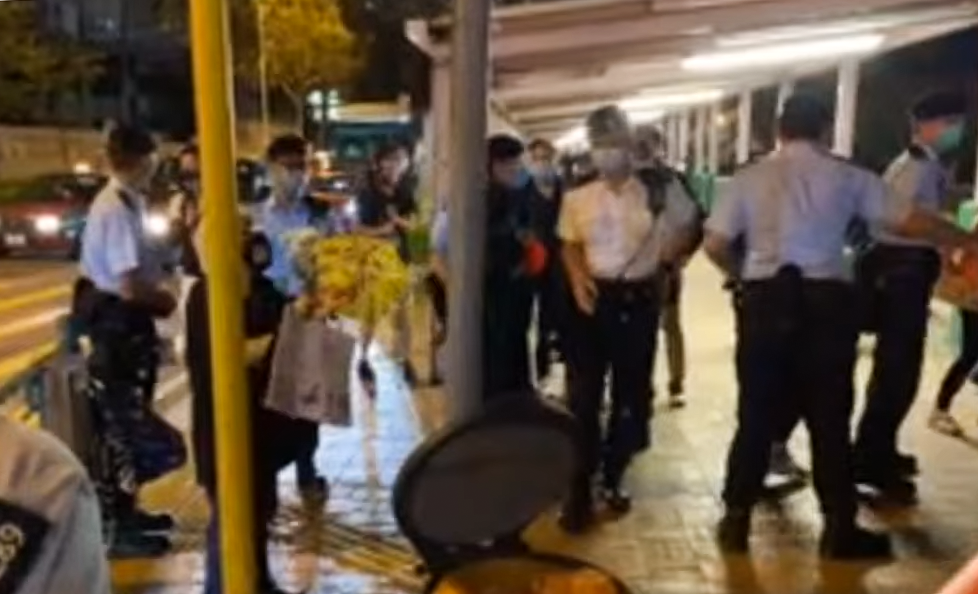
晚上8時許，示威常客「王婆婆」王鳳瑤到十字路口旁叫口號後，被警員包圍，之後帶上警車

### 夏寶龍稱愛國者治港是一國兩制方針核心要義
全國政協副主席、國務院港澳辦主任夏寶龍以視像形式出席全國港澳研究會網上研討會，為「愛國者治港」原則定調，表明香港的管治權必須掌握在愛國者手中，以全面準確貫徹「一國兩制」方針。他指出香港出現空前亂局，原因是選舉制度存在漏洞，讓反中亂港分子能興風作浪，坐大成勢令「愛國者治港」原則得不到落實。他又指聲稱擁護一國兩制，卻反對中國共產黨屬「自相矛盾」。因此列出多項「愛國者」標準，包括必須嚴格依照中國大陸憲法和香港基本法辦事、必須尊重北京的主導權、必須符合香港實際情況、必須落實行政主導體制、必須有健全制度保障。
他又提到要完善有關制度體系，特別是完善選舉制度，確保特別行政區行政、立法、司法機構的組成人員以及重要法定機構的負責人等，都由真正的愛國愛港者擔任。同時表示是港人治港的最低標準。林鄭月娥認為，要求愛國者治港是「很低的標準」，否認是要打壓民主派，反指相關的工作是打壓鼓吹港獨；將香港推向萬丈深淵嘅暴力人士，以及打壓忘記自己的祖宗是中國人，勾結外國社會破壞香港繁榮穩定、甚至制裁香港的人士。民主派人士認為夏寶龍的說法是進一步收緊民主派的參選空間，並有意設計一套可操控的選舉制度。

### 7．21案 兩白衣人認暴動 控方不起訴傷人罪
7.21元朗襲擊事件中，8名男子事後被控暴動及有意圖傷人等罪，案件在區域法院開審。8人中，兩名被告承認暴動罪，不過控方不予起訴有意圖而傷人罪，交由法庭存檔。法官批評控方準備不足，包括未有理會其中一名受害人的醫療報告，沒有理會受害人是否是否願意開名作供的問題，以及文件寫錯警員編號。

### 王婆婆在將軍澳尚德高叫口號 涉行為不檢被捕
是日為陳彥霖逝世17個月，多名機動部隊警員在尚德十字路口一帶及尚德停車場內戒備。晚上8時許，示威常客「王婆婆」王鳳瑤到十字路口一帶叫口號後，被警員帶上警車。警員稱她「破壞社會安寧」，涉在公眾地方行為不檢被捕。而《立場新聞》記者在安全島上拍攝期間，亦被警員上前警告「阻礙其他道路使用者」，之後要登記記者的身份證。

### 中大理大戰役 讓多國投向香港予以支援
移居加拿大的港人Aileen Calverley接受《蘋果日報》訪問時透露，2019年的反修例運動最初沒有登上國際舞台，關注度也不足。直到同年11月的中大保衛戰和理大圍城兩場戰役發生後，才讓外國了解香港問題，並引起了「決定性」作用。她在理大圍城後返回加拿大呼籲議員幫忙，之後有60位議員表示想幫助香港，引致多國陸續為港人設救生艇計劃。

## 23日

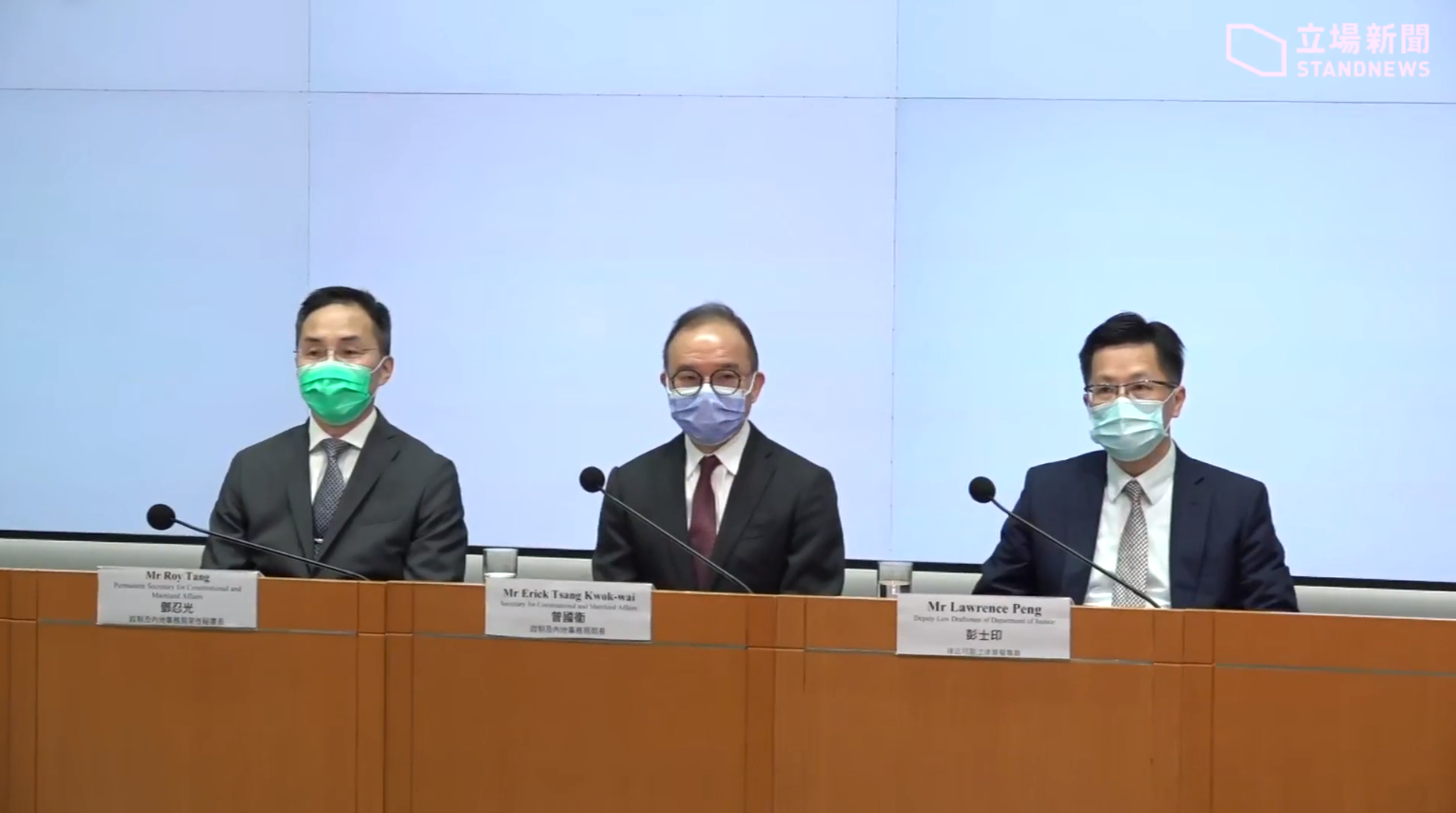
政府提出草案，要求區議員宣誓效忠政府

### 社工劉家棟阻差辦公罪定罪上訴被駁回 但獲刑期上訴批准減刑8個月
社工劉家棟於2019年光復元朗示威中被控阻差辦公罪定罪上訴被駁回，刑期上訴獲勝，減刑至8個月，2021年2月23日開始入獄服刑。

### 政府要求區議員須宣誓 反國安法損港利益可DQ
政府提出修例，規管公職人員宣誓及取消資格的規定，並提出9項「負面清單」行為，包括反對《港區國安法》、主張「全民公投」/「全民制憲」、威嚇特首、無差別反對政府議案和損害香港整體利益等，作為DQ的準則。政制及內地事務局長曾國衞更明言清單例子不能盡錄。而新例下區議員亦須宣誓，包括現任區議員。律政司如認為其違誓，可提出法律程序DQ，被裁定違誓者5年內不得參選。曾國衞更預告通過修例後4名區議員將被DQ，包括區議員鄭達鴻、岑敖暉、袁嘉蔚和梁晃維。岑敖暉認為是完全扼殺異見者，梁晃維斥有關規定是將反對派排除於政治體制之外，反對聲音不再可利用議會資源進行抗爭；香港民意研究所副行政總裁鍾劍華認為政府目的是令政權可隨意DQ不順眼的人士，形容「講錯一句嘢都即刻DQ你」。

### 德國聲稱中國試圖威嚇居德香港人
《南德意志報》刊登德國內政部回覆國會人權委員會主席延森的信件，透露香港自2019年爆發反修例示威後，中國政府試圖用不同的手法威嚇居住在德國的香港人，包括親中人士在2019年8月，於漢堡聲援香港的集會拍攝集會人士。信中也指出目前約有720名香港人在德國持有居留許可。中國外交部發言人汪文斌回應指，有關報道完全是在人為製造所謂「炒點」，純屬子虛烏有，毫無事實依據。

## 25日

### 中大校方封殺學生會候任內閣

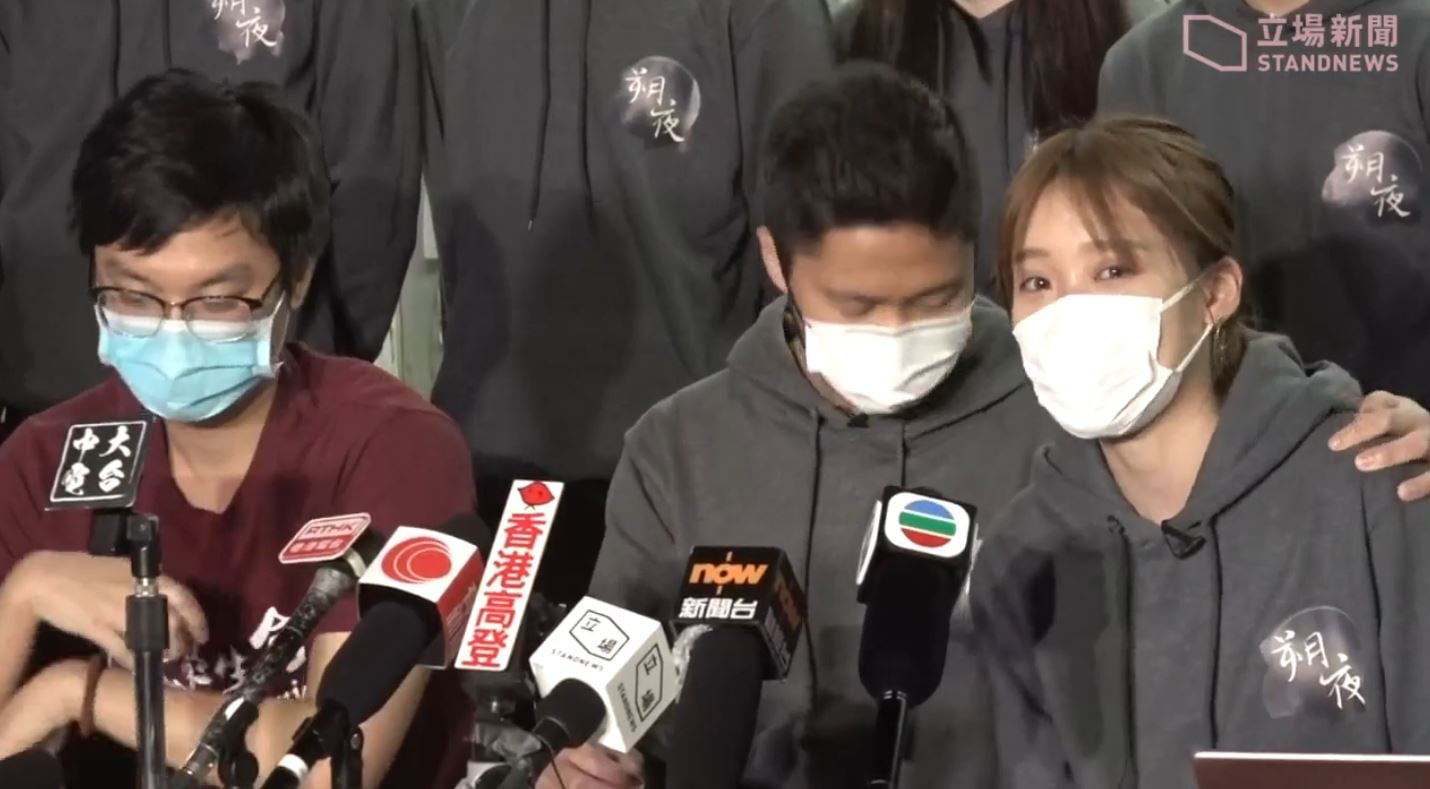
學生會在2021年2月26日凌晨12時緊急召開記者會交代詳情，副會長何思珩（右）發言時一度哽咽，表示在沒有錢下仍然會為同學服務

新一屆香港中文大學學生會「朔夜」正式成立。不過交接儀式未進行前，中大校方在2月25日晚上發出「嚴正聲明」，指新一屆學生會內閣政綱內容失實及涉嫌違反《港區國安法》，將危害國家安全，因此實行多項措施變相廢除學生會。包括暫停為學生會代收學生會會費，要求學生會註冊為獨立社團或公司，自行承擔法律責任等。校方同時暫停為學生會幹事會提供行政與大學場地支援。學生會凌晨12時緊急召開記者會交代詳情，對事件表示極度遺憾和委屈，是創會超過50年以來前所未有，批評校方打壓學生的聲音和漠視同學授權。其中副會長何思珩發言時一度哽咽，表示在沒有錢下都會為同學服務。全體成員兩度向公眾90度鞠躬致歉。

## 26日

### 53名涉參與「35+初選」被捕者 獲警方通知要求提早報到
55名曾參與「35+初選」人士被指涉違反《港區國安法》被捕，多人陸續在Facebook透露收到警方國安處的通知，他們需提早於周日（2月28日）到警署報到，並預計會被通宵扣查和落案起訴。而接獲國安處的當日正值元宵節，他們均表示會珍惜時間與家人和身邊人相聚。

### 浸大取消協辦世界新聞攝影展
香港浸會大學原計劃在3月1日舉行「2020世界新聞攝影展」，展示多張涉及反修例運動的作品，包括法新社記者Nicolas Asfouri的《Hong Kong Unrest》（香港動盪）系列（示威者在新城市廣場唱歌、學生拉人鏈，警察及示威者向前衝的照片），以及《中國日報》記者DJ Clark的《Battleground PolyU》（理大戰場）片段。不過世界新聞攝影展在facebok專頁表示接獲浸大通知要取消展覽，形容對有份協助籌備展覽的人及香港人感到抱歉，但未有提及取消原因。而浸大表示是因詳細考慮校園安全、保安和維持防疫措施等因素後而取消，公眾可在網上展覽欣賞展品。

### 梁凌杰死因研訊5．10審 雙親失聯
死因庭以非公開形式，就2019年6月15日梁凌杰在金鐘太古廣場墮樓身亡的事件作研訊前檢討。不過曾有意召開研訊的梁父母未有現身法庭，死因庭亦表示無法聯絡其電話，並透露警方前往他們的報住地址時，發現二人已經搬離原址。死因研訊主任葉志康呼籲梁的家人盡快聯絡。案件預計於5月10日開審，屆時設陪審團。法庭將傳召30多名證人，包括當日在太古廣場執勤的消防員、警員、警方談判專家、太古廣場的職員等，但不包括曾在現場作勸喻的前立法會議員鄺俊宇。死因庭表示歡迎所有市民提供證據。

### 8.5三罷行動 2男女非法集結罪成判囚9個月
一名22歲男廚房工和26歲女註冊社工否認於2019年8月5日晚上在大埔太和路參與非法集結。辯方求情時表示，22歲被告因此案件承受巨大精神壓力，而26歲被告因案件而未獲公司錄取。不過粉嶺裁判法院主任裁判官蘇文隆質疑他們戴上手套是與非法集結者同流合污，加上沒有穿反光衣和提供記者證，並非路人裝扮，裁定二人罪成，監禁9個月。判決公佈後，庭內傳出啜泣聲。

### 郑若骅在联合国人权理事会上发言 强调国安法实施后香港恢复法治和秩序
香港律政司司长郑若骅在联合国人权理事会第46届视频会议表示，制定《香港国安法》后，香港恢复法治和秩序，居民可以重新如常生活。她还强调，《香港国安法》明文规定应当保障包括言论、集会自由在内的人权，并尊重和遵守包括无罪推定在内的法治原则。香港特区的执法机关和法院获中央授权，对危害国家安全的犯罪案件行使管辖权。香港法官审理案件时，仍然是独立无私地履行司法职务，不受任何干涉。她还说，《香港国安法》对恢复法治和秩序以及香港维护国家安全至为有效，为保持香港长期繁荣稳定提供了必需的条件，并让香港居民可以在一个安全、平和的环境中享受权利和自由。这些措施有利于法治建设、人权保障和成功落实“一国两制”方针，符合国家和“两制”的长远利益。

## 27日

### 中大學生會當選內閣撤回參選宣言和政綱
凌晨，香港中文大學學生會內閣「朔夜」在facebook專頁宣布正式撤回參選宣言及政綱等有關文件，並將早前的帖文和圖片全部刪除，頭像相片變為黑色，但沒有交代原因。

### 民主動力宣布停運及解散
自2002年起負責協調民主派參與立法會和區議會選舉的民主動力，表示因應香港情況最新發展，在新時代政局下已完成歷史任務，即時停止運作並宣佈解散。

### 路透社披露华人民主书院和德国智库相关组织全球创新中心撤离香港
据路透社报道，包括华人民主书院和德国智库相关组织全球创新中心，出于“安全理由”撤离香港。华人民主书院于2020年9月迁往台湾，秘书长指书院经常批评中国政府及参与香港的民主运动，职员安危堪忧。而与德国自由民主党有密切关系的智库“弗里德里希—瑙曼自由基金会（Friedrich Naumann Foundation for Freedom）”驻港办公室“全球创新中心（Global Innovation Hub）”亦于2020年9月撤离香港，准备迁往台湾。

## 28日

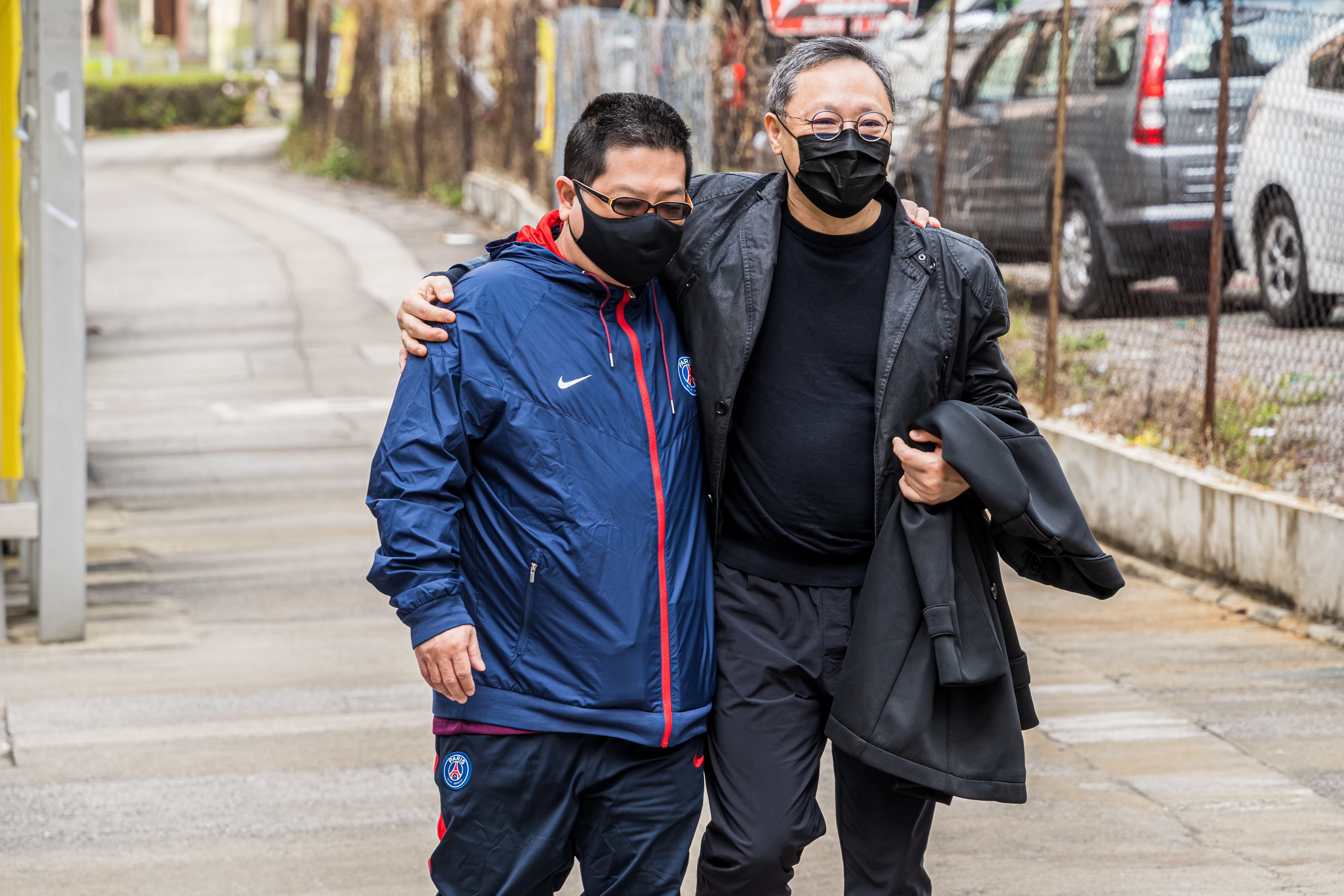
全身黑衣的戴耀廷，應警方要求提早到馬鞍山警署報到

### 民主派 47 人被控「串謀顛覆國家政權」　須通宵扣留明西九提堂
53 名曾參與去年民主派「35+」初選的參選人，今年 1 月被指控違反國安法被捕後獲准保釋，前日陸續收警方通知，要求於今天（28 日）「提前報到」。據了解，47 人將被落案起訴「串謀顛覆國家政權罪」，各人不准保釋須通宵扣留，並將於明早（3月1日）在西九龍裁判法院提堂。其中林景楠進入警署後，表示感到不適而送院檢查。記者拍攝到林景楠被警員以鐵鏈鎖手纏腰，猶押重犯。

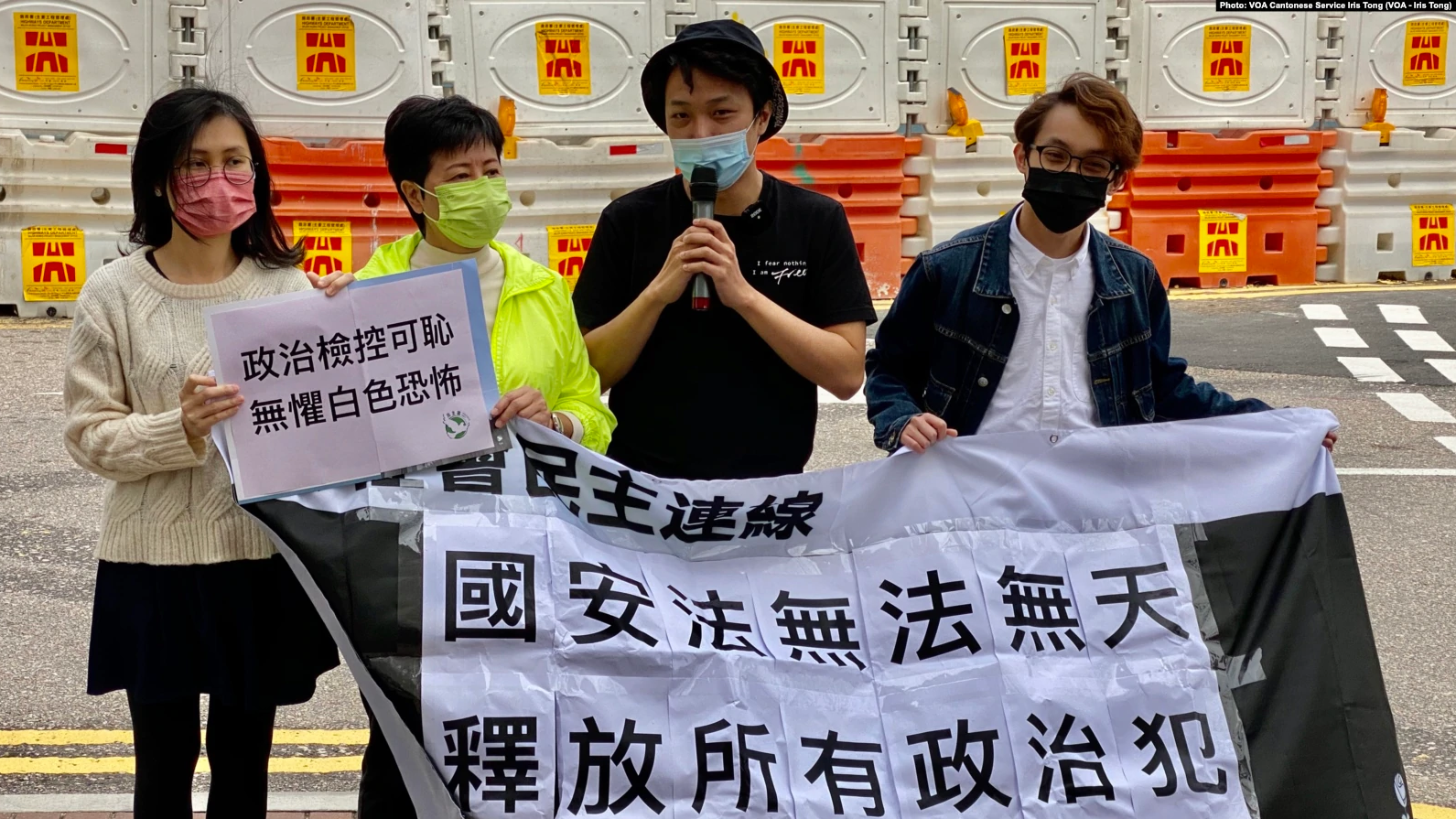
民間人權陣線前召集人岑子杰（右二）與民主黨前立法會議員黃碧雲，到油麻地警署報到
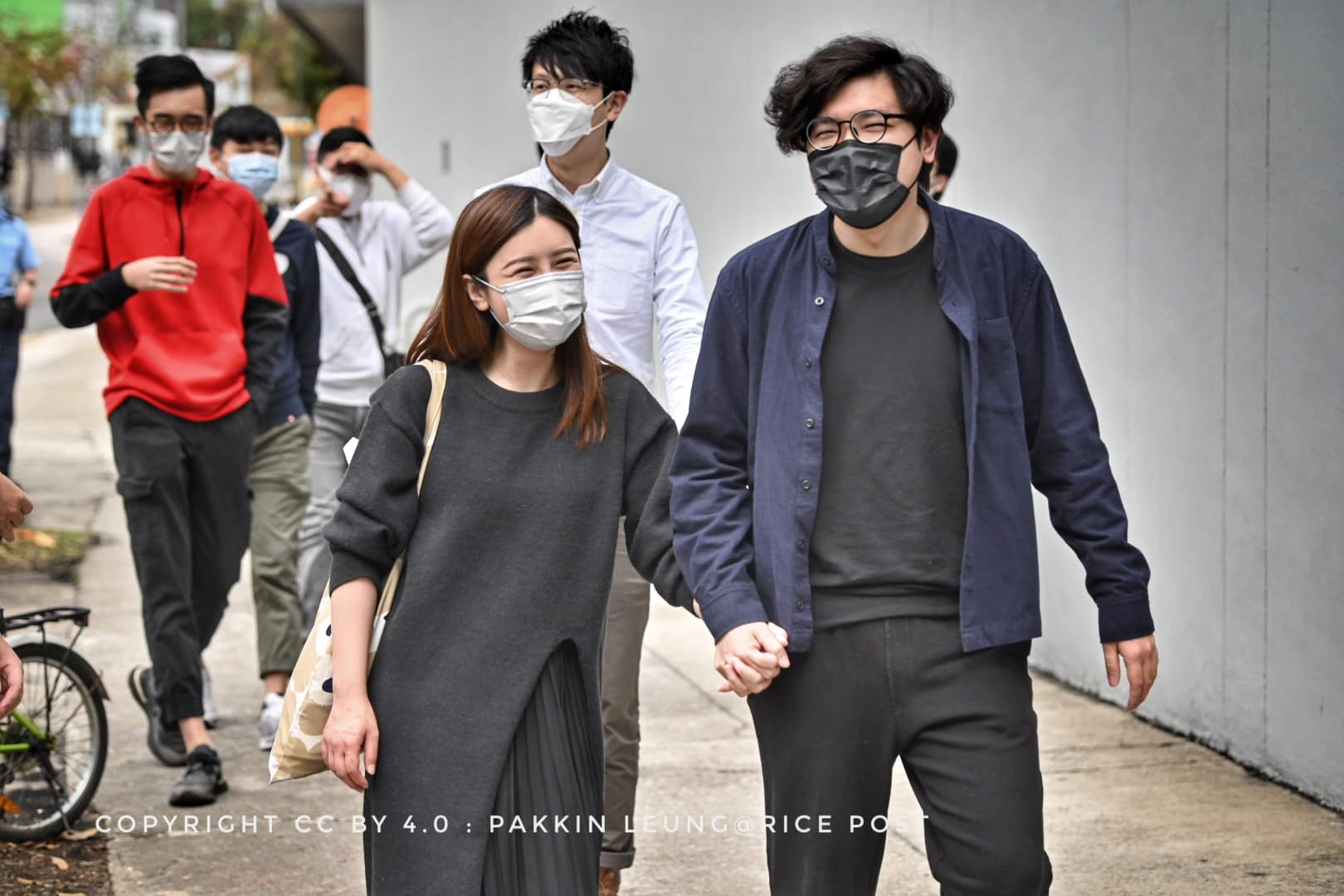
張可森與新婚妻子牽着手，步進屯門警署報到
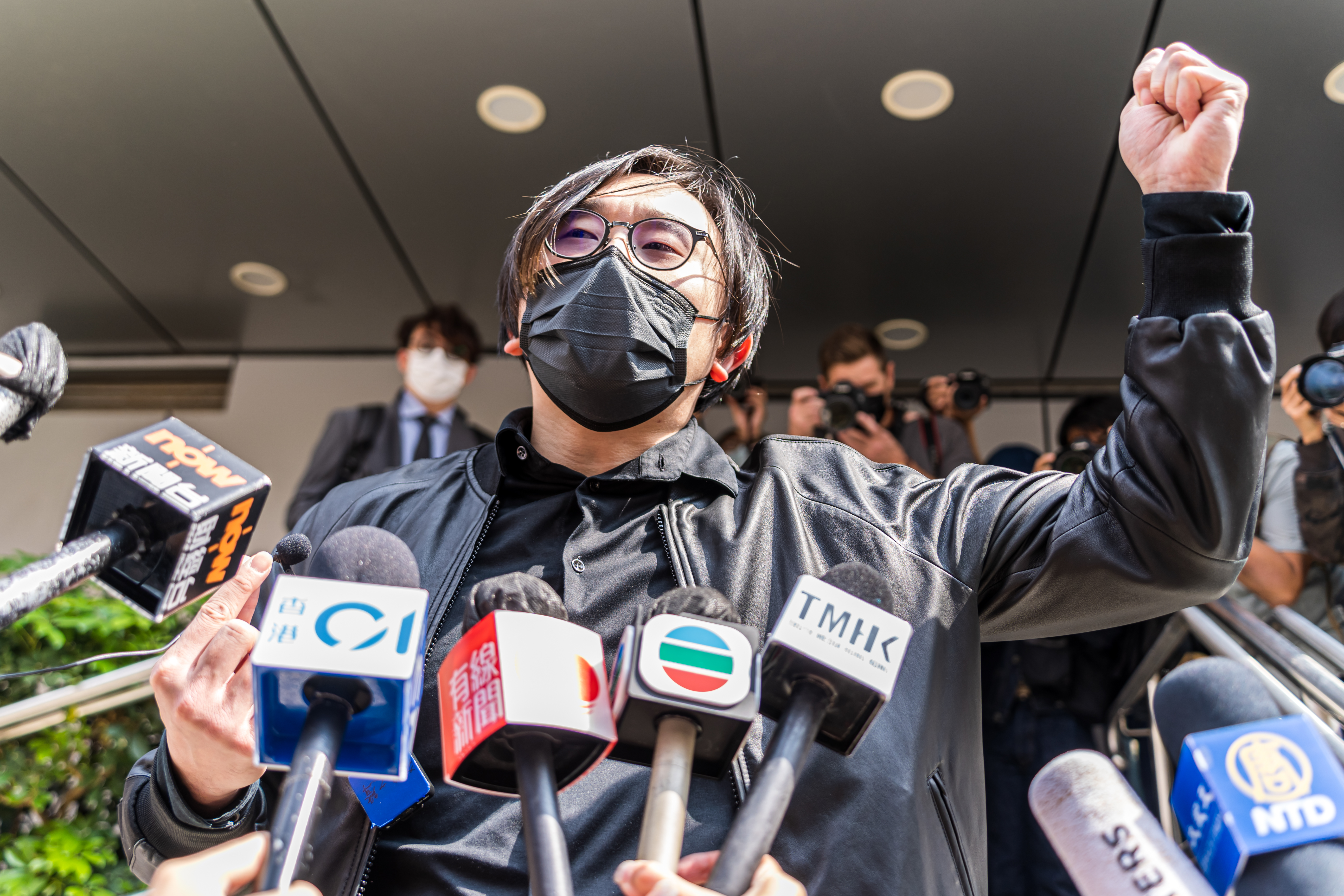
林景楠進入警署前会见記者
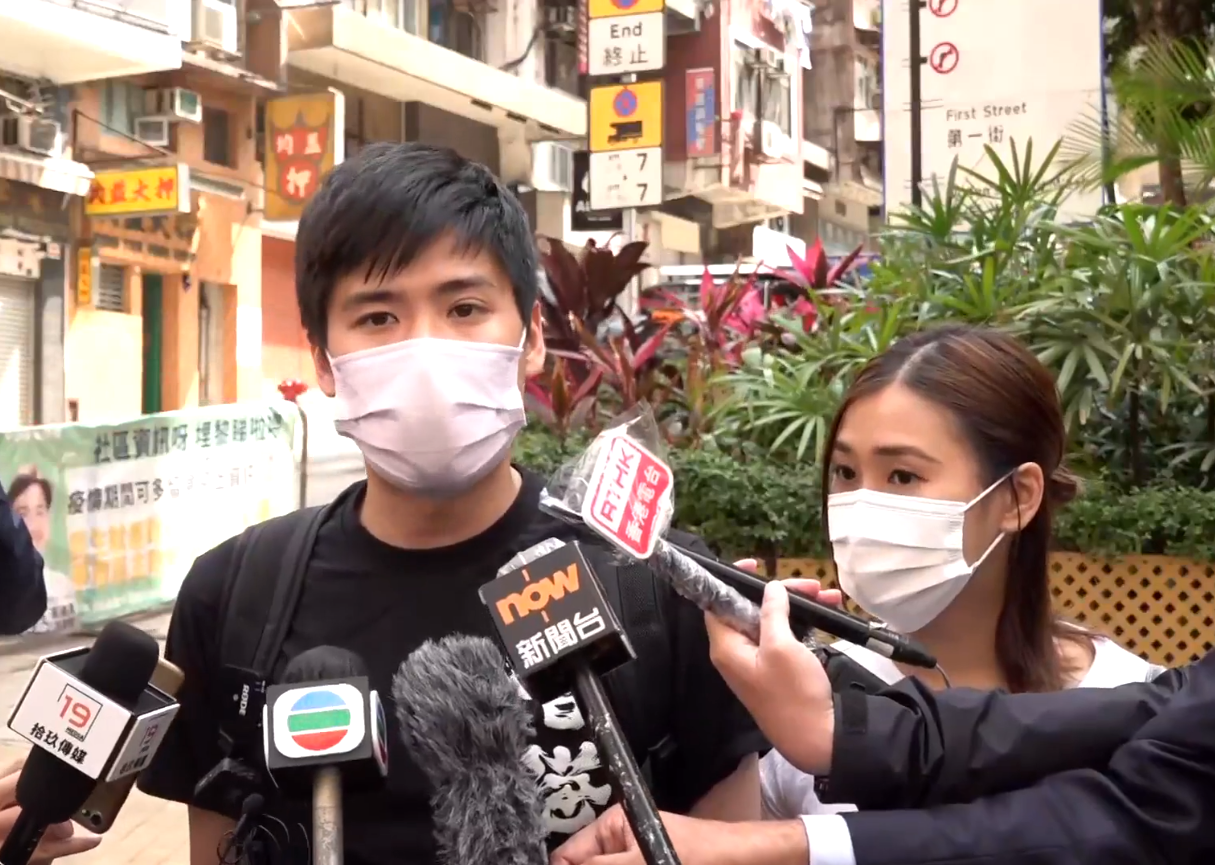
岑敖暉到西區警署報到
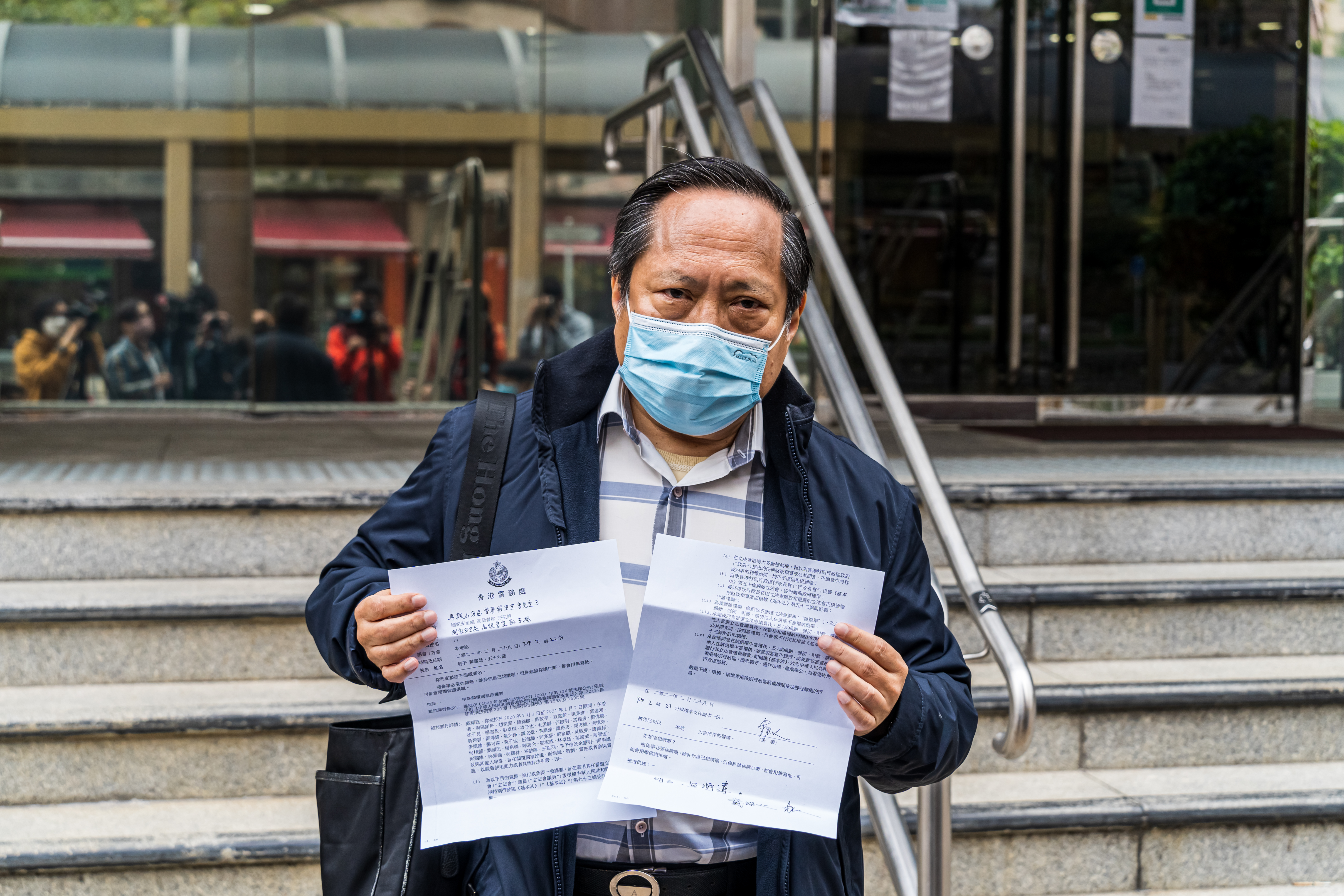
何俊仁在警署門外，向傳媒透露控罪書內容

### 賢學思政及醫管局員工陣線旺角擺街站 一人制服及帶走

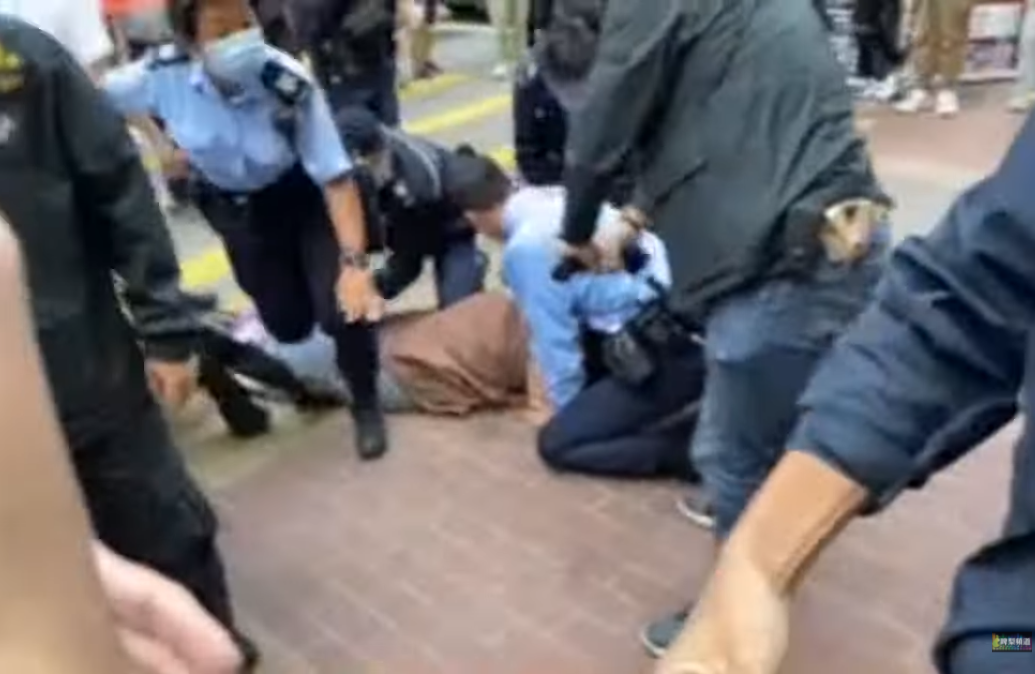
下午約5時許，警員突然衝向西洋菜南街方向，將一名男子制服在地，之後被帶上警車

下午約5時，賢學思政及醫管局員工陣線在旺角西洋菜南街與豉油街交界擺設街站，警員到場後引起市民不滿，其後拉起橙帶擴大封鎖線範圍，並要求逗留的市民離開。期間警員突然衝向西洋菜南街方向，將一名男子制服在地，並將他帶上警車。3月1日，警方表示該名29歲男子涉嫌「在公眾地方行為不檢」、「拒捕」及「襲警」而被捕。

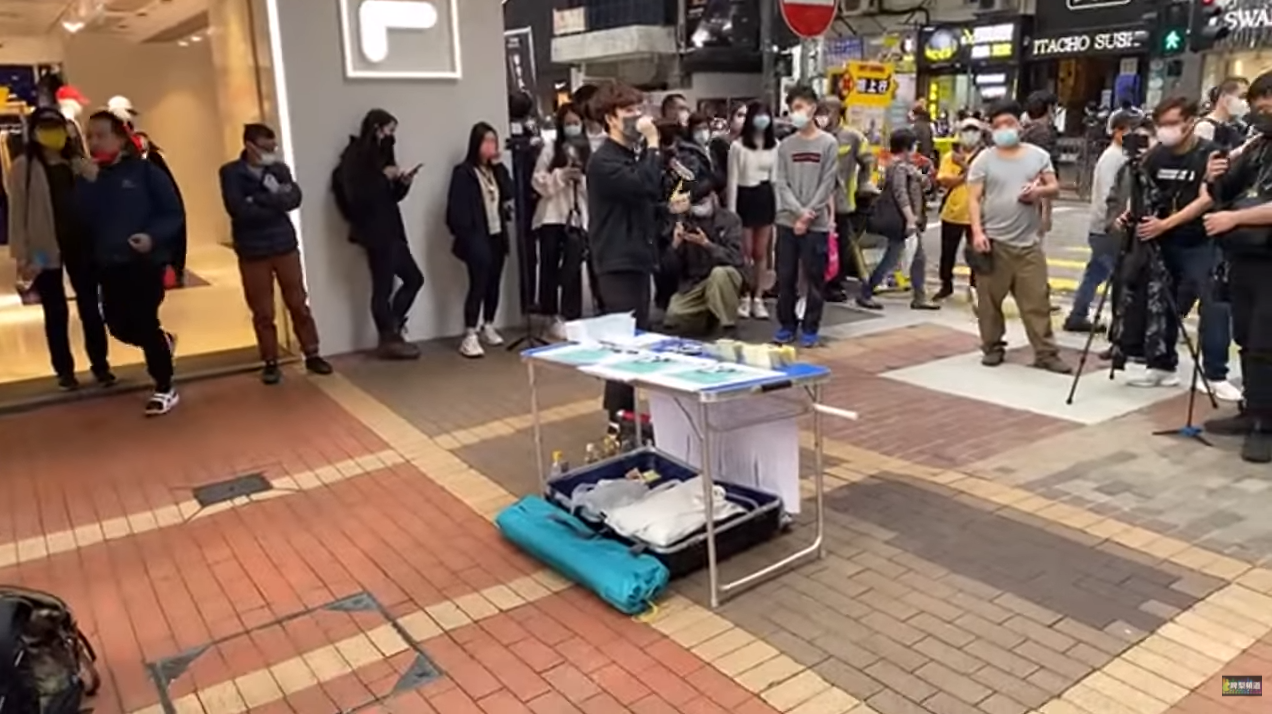
賢學思政及醫管局員工陣線在旺角西洋菜南街與豉油街交界擺設街站
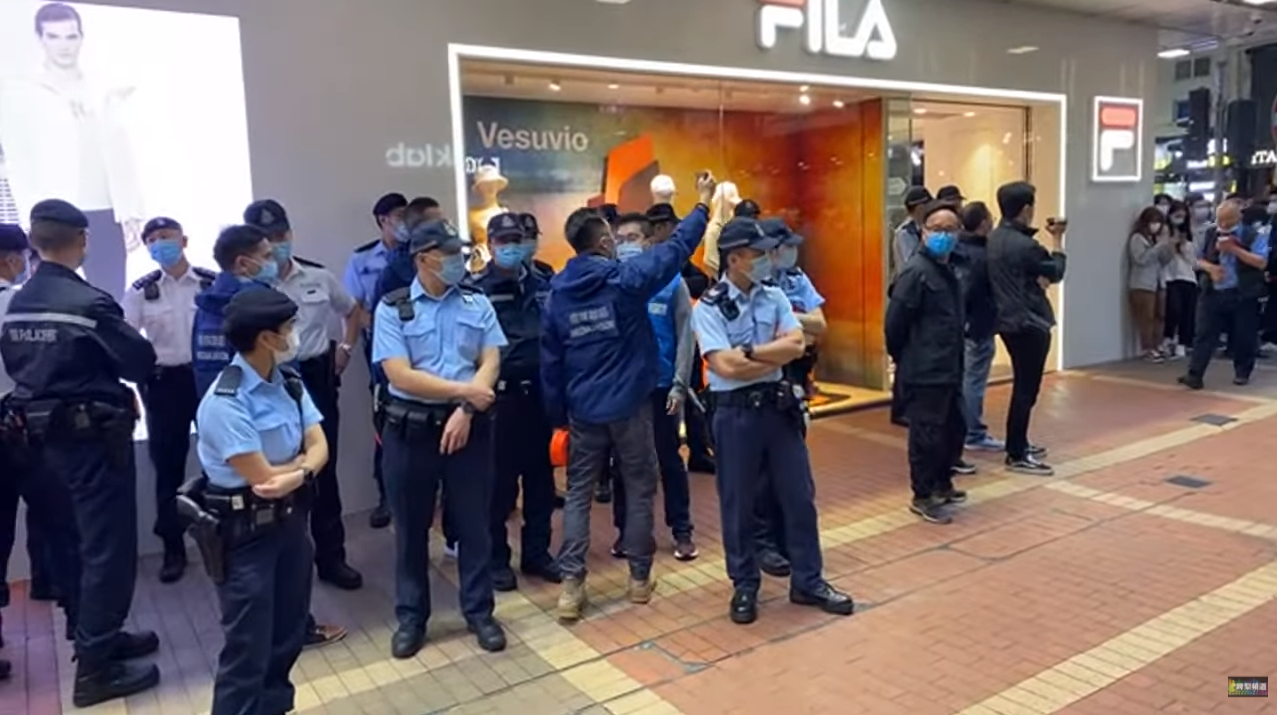
多名警員到場戒備
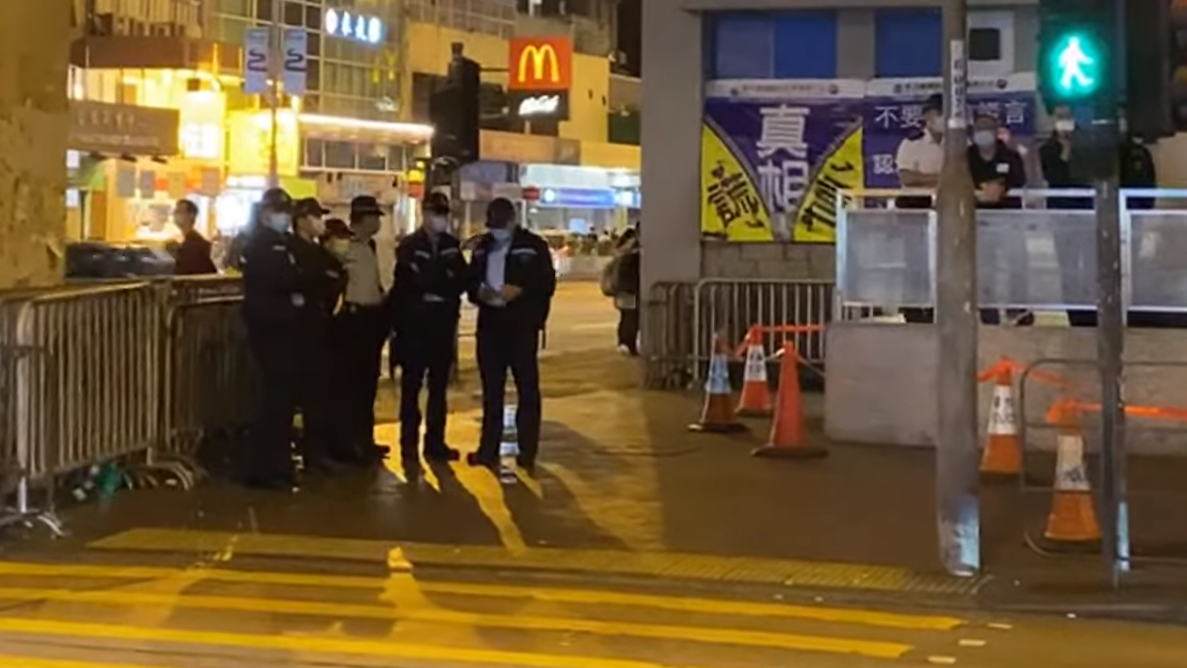
太子站出口外有多名警員戒備